# 赫尔曼·戈林
赫爾曼·威廉·戈林（德語：Hermann Wilhelm Göring；1893年1月12日—1946年10月15日），納粹德國黨政軍領袖，與「元首」阿道夫·希特勒關係極為親密，在納粹黨內影響巨大。他擔任過德國空軍總司令、「蓋世太保」首長、「四年計劃」負責人、國會議長、衝鋒隊總指揮、經濟部長、普魯士總理等跨及黨政軍三部門的諸多重要職務，并曾被希特勒指定为接班人。
戈林於第一次世界大戰中為著名的「王牌飛行員」，有著擊落22架敵機的紀錄，并獲得德國最高級別軍事勳章「功勳勳章」，戰爭後期還擔任曾為「紅男爵」曼弗雷德·冯·里希特霍芬所領導的第1戰鬥機聯隊最後一任指揮官。戰後戈林加入納粹黨，為該黨最早的一批成員，並參與了1923年失敗的「啤酒館政變」，期間身中槍傷。為此，後來他一直靠注射嗎啡來減緩痛楚，結果終生毒品成癮，體型也從健壯轉為肥胖。1933年，戈林創立秘密警察機關「蓋世太保」。1934年，他還頒布了納粹統治下聞名的狩獵法案，該法保護了野生動物的繁衍與棲息，並大規模地進行都市綠化。1935年，戈林被希特勒任命為德國空軍總司令，並憑藉他個人的政治影響力為空軍取得大量預算與獨立地位，令其快速建軍。
戈林以德國空軍最高領袖的身份參與了第二次世界大戰。儘管他本人並不直接干預作戰細節，對現代化空軍技術也缺乏了解，但還是對德軍有相當大的影響，特別是敦克爾克戰役、不列顛戰役及史達林格勒戰役這三場決定性戰鬥的發展；德國海軍航空兵、空降部隊和空軍地面部隊的建立、指揮反盟軍轟炸作戰等等。1940年德國打敗法國後，戈林的權力與聲望達到巔峰：希特勒將其晉升為「帝国元帅」，高過傳統意義上的德國元帥，隔年還指名戈林為其接班人。1942年後，隨著德國軍事情勢惡化，戈林的聲望和希特勒對其的信任逐漸降低，于是戈林從此不管政治與戰爭事務，專注於掠奪各佔領地的藝術品與財物，奢華度日。
1945年4月22日，戈林得知希特勒將自殺，遂發電報告知希特勒，自己將接掌德國大權。希特勒認為此為逼宮的表現，便下令逮捕戈林，同時罷黜全部官職並開除黨籍。德國二戰投降後，戈林向美軍投降，審判納粹領袖的紐倫堡審判中還因為其精明的辯駁一度陷入膠著，但最終被判犯下密謀罪、破壞和平罪、戰爭罪和反人道罪，並處以絞刑，但在行刑前一天晚上，戈林服毒自殺身亡。

## 家族背景
戈林於1893年1月13日在德意志帝國邦國巴伐利亞王國南部羅森海姆的馬林巴德療養院（Marienbad）中出生，父親為海因里希·恩斯特·戈林，母親為海因里希的第二任妻子弗兰齐斯卡·蒂芬布伦（Franziska Tiefenbrunn）。海因里希原為一名騎兵軍官，後改作外交人員，曾於德國西非殖民地（現在的納米比亞）擔任行政長官，後被派至海地擔任總領事。
弗兰齐斯卡懷著戈林時，海因里希即正擔任海地總領事，為了專心生產而返回德國，於附有「騎士」頭銜的赫尔曼·冯·埃彭施泰因醫師經營的療養院中生活，後於該地產下戈林。海因里希與弗兰齐斯卡之間有三個兒子、兩個女兒，共五個孩子，其中戈林為家中的第四個孩子，三兄弟中排名第二，戈林有一兄長卡爾·恩斯特（Karl Ernst）、兩位姊姊奧爾加（Olga）、葆拉（Paula）和一個弟弟阿爾伯特。海因里希在與前妻卡羅琳·玛丽亚·德内雷（Caroline Maria de Neree）的婚姻中也有五個孩子，他們相當於戈林的同父異母兄弟，在其家族中，赫爾曼實際上排名第九。
埃彭施泰因擔任了戈林的教父，並賜名「赫爾曼」，而中間名的「威廉」則取自德皇威廉二世。埃彭施泰因是出身於柏林貴族、地主的醫生，由於擔任普魯士皇室的御醫，在其圈內亦頗有影響力。埃彭施泰因本身信仰天主教，但因為父親是猶太人，所以埃彭施泰因算是半個猶太人。埃彭施泰因在擔任軍醫遠赴非洲後與擔任當地總督的海因里希結識，後深交成為知己好友。戈林的母親弗兰齐斯卡是埃彭施泰因常掛念的病人，之後又與後者偷情，這段關係約自亞伯特出生前九個月至一年前開始，故有傳聞指出亞伯特實際上是埃彭施泰因的私生子。弗兰齐斯卡生下戈林後，海因里希也自海地回國。不久後，弗兰齐斯卡將僅六個月大的戈林託付給菲尔特的友人照顧，時間長達三年。1896年，海因里希與弗兰齐斯卡皆已返回德國。1900年，戈林同父母舉家搬到普魯士柏林的弗里德瑙居住，父親雖然是高級外交官，但子嗣眾多的他不怎麼富裕，生活也過得相當嚴謹。海因里希在德意志帝國高級官員中算是少見的自由派人物，時常為受德國殖民的有色人種發言，令當地政府立場頗為難，因而在其返國後被貼上了社會主義者的標籤，不得不提早退休。

## 早年

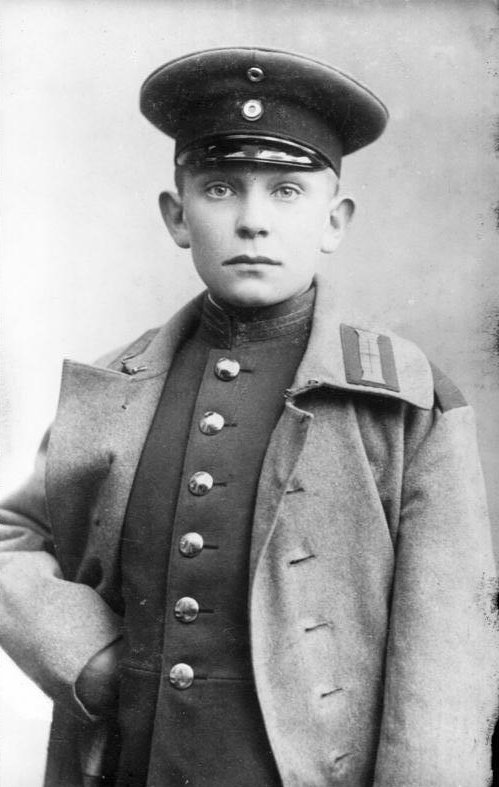
1907年，於卡尔斯鲁厄軍校就讀時的少年戈林照片。

埃彭施泰因擁有兩座城堡，分別為位於薩爾茨堡郊外的毛特恩多夫和紐倫堡北部诺伊豪斯的费尔登施泰因堡，埃彭施泰因提供了後者供僅靠海因里希養老金維生的戈林一家生活。埃彭施泰因本人憧憬著中世紀貴族的奢華生活，故將城堡裝飾的非常豪華，侍從人員也被要求穿著宮廷風格的服裝工作，埃彭施泰因也以城堡統治者的態度來接觸城中的人們。一般認為，日後戈林對於奢華飾品的嗜好即是在這時期受教父的影響而來的。相較之下，戈林的父親辭去外交官職務後，每天過著飲酒度日的生活，使得在年幼的戈林眼中，父親不再是個可依靠的人物，因此對於教父埃彭施泰因的尊敬多於生父。埃彭施泰因對於戈林一家的孩子們也十分疼愛，一般認為尤其偏愛自己的兒子亞伯特，不過後者懦弱內向的氣質與其不同，傳記作者莫斯利認為之後埃彭施泰因轉而最為疼愛善於社交、具有冒險精神的戈林。埃彭施泰因常與弗兰齐斯卡共度夜晚，作為寄居者的海因里希即便有所不滿也予以默認了。埃彭施泰因的城堡內就這樣維持著戈林父母和埃彭施泰因這樣奇妙的三角關係，一直到1913年因為埃彭施泰因與一位年輕的女人——莉莉再婚，在後者要求下戈林全家搬離了法丁斯坦堡，前往憧憬已久的慕尼黑生活。
戈林自10歲起就對登山運動極為熱衷，在13歲時就登上了標高3,600公尺的大格洛克納山山頂。戈林還受到埃彭施泰因的影響，培養了狩獵的興趣。1904年，戈林自菲尔特的小學畢業，隨即送到了安斯巴赫的住宿制文科中学，但這對於過慣了城堡奢侈生活的戈林來說很不能適應。曾有一次班上上作文課，題目為「我最欽佩的人」，戈林寫了他的猶太教父，卻被校長約談，要他寫悔過書、再也不準寫讚美猶太人的文章，同學也欺侮著戈林，在他脖子上掛了「我教父是猶太人」的牌子，並要他罰青蛙跳，戈林對此極為憤恨。1905年一晚，他即打包行李逃離了學校，返回法丁斯坦堡。
之後戈林在曾為騎兵軍官的父親與教父的推動下，於1905年進入巴登卡尔斯鲁厄的士官學校就讀，並在1909年畢業，其中尤以騎術、歷史、英文、法文等科目特別優秀。1909年，戈林進入了柏林的大利希特费尔德的名校「普魯士軍官軍校」就讀。1911年以「優等」成績通過了下級上士（Fähnrich）的候補生考試，成為下級上士候補軍官。1913年，戈林也通過了該校的高考（Abitur）。身為名門軍校優秀候補軍官的戈林開始有了接觸社交界的機會，累積了與上流階級交流的經驗。1913年12月，戈林的父親海因里希去世，儘管戈林在年少時不怎麼尊敬父親，但在慕尼黑的葬禮會場上仍舊痛哭失聲。1914年1月，戈林獲陸軍少尉軍階，被派至駐阿爾薩斯-洛林米盧斯的第112「威廉親王」步兵團（Prinz Wilhelm，或稱「巴登大公國步兵團）服役。

## 第一次世界大戰

### 從陸軍到躋身「王牌飛行員」

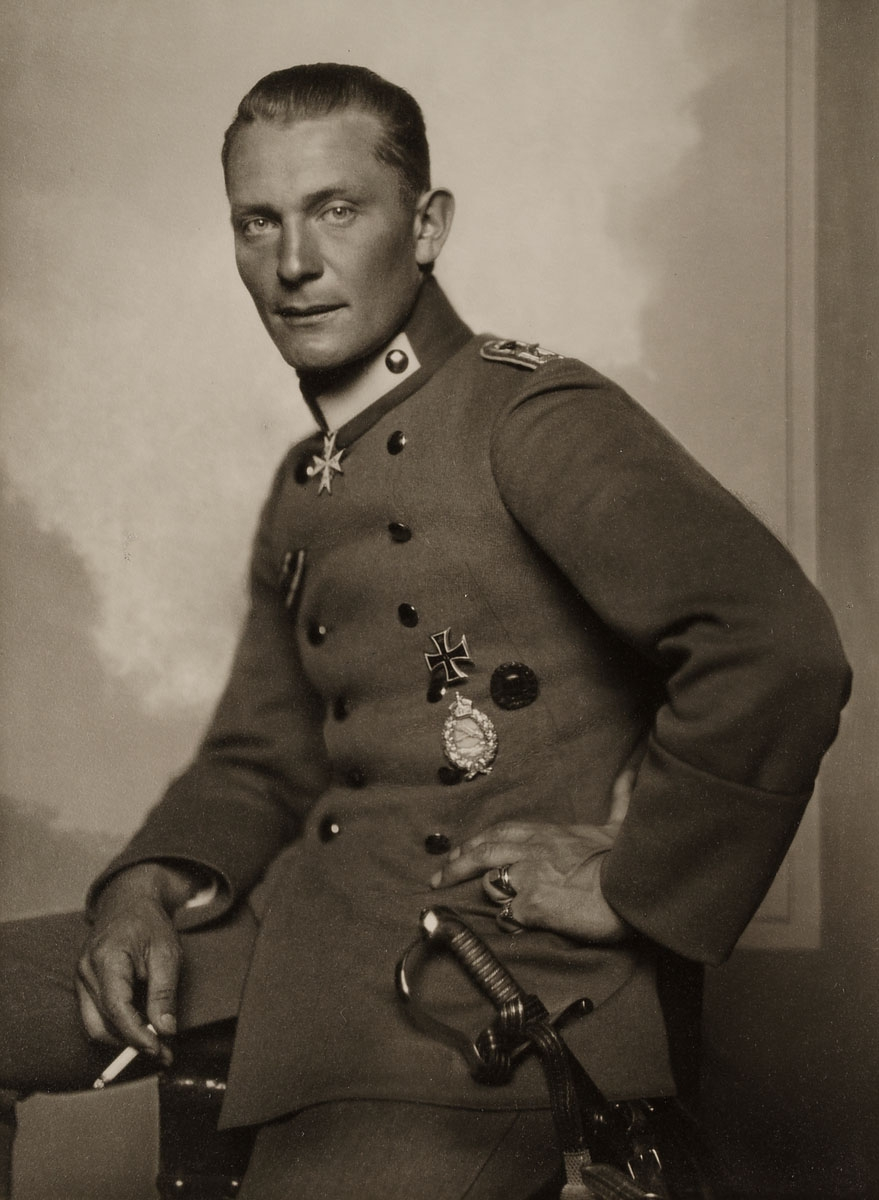
1917年的戈林中尉。

1914年7月末至8月初，歐洲各國間爆發了戰爭，開始了第一次世界大戰，德國和法國亦於1914年8月3日開戰。戈林所屬的第112步兵團因為駐於法國國境一帶，在戰爭爆發後迅速開往戰區。戈林帶領的部隊於米盧斯的攻防戰中對法軍的據點攻擊，俘虜了四名法軍士兵，因此戰功而獲得了二級鐵十字勳章。但戈林不久後即罹患了風濕熱，退下戰場送往弗赖堡的醫院休養。
戈林住院期間，第112步兵團的朋友布鲁诺·勒尔策說服戈林自陸軍步兵轉至航空隊，後者並開始於弗赖堡進行飛行訓練。戈林當時對於成為飛行員充滿了憧憬，但交付了調遣的志願書後，許可令一直沒有頒布下來。然而戈林違反命令，沒有回去原本的單位服役，逕自以勒尔策的信天翁式觀測機繼續進行飛行訓練。爾後此事被軍方發現，戈林受到軍法審判，判處拘留於兵營21天。但透過對宮廷有影響力的教父的幫助，在第5軍團司令威廉王儲出面下，戈林不僅免除了此罰，還順利被调進航空隊單位。
1914年10月末到1915年6月末，戈林服役於第5軍團下的第25野戰航空營（Feldflieger Abteilung 25，FFA25），為勒尔策駕駛的偵察機的觀測員。1915年春天起，勒尔策與戈林的飛機開始進入戰場執行偵查任務，這種行動必須由勒尔策先飛到目標地後戈林要打信號告知其降低飛行高度，接著要自駕駛艙中以腳部支撐身體來架起攝影機拍攝，拍攝期間的數分鐘還要忍受來自於地面的砲火攻擊。有豐富登山經驗的戈林相當擅長此類任務，成為一名拍攝多張高清晰照片的優秀觀測員，不久後被取了個「飛天鞦韆」的綽號。羅澤爾與戈林搭檔在多架飛機失敗後，成功拍攝了凡爾登要塞上的清晰照片。因為此功績，1915年3月羅澤爾與戈林兩人一同被第5軍團司令威廉王儲授予一級鐵十字勳章，也因為要說明照片之故，兩人常被邀請出席高級軍事會議。
然而戈林并不满足于只做為觀測員，1915年7月至9月繼續於弗賴堡進行飛行員的進修課程，1915年9月戈林終於成為第25野戰飛行營所屬的戰鬥機飛行員。1915年10月3日，戈林首次以戰鬥機飛行員的身份出戰，1915年11月，戈林與英軍亨德里·佩奇製造的重型轟炸機遭遇，前者立即發動攻擊，但英軍索普威思戰鬥機擊中了戈林，飛機因受損而難以操縱，戈林好不容易將飛機拉回至德方區，撿回了一條命，之後為了療傷而脫離了戰場約一年之久。1916年11月，戈林重返戰地，相繼於第7戰鬥機中隊、第5戰鬥機中隊和第10航空補充營（Flieger Ersatz Abteilung 10）服役，擊落敵機數也穩定地成長著。1917年5月，戈林被提拔為第27戰鬥機中隊隊長。第一次世界大戰後期，空中戰鬥開始白熱化。戈林與羅澤爾兩人的中隊常並肩作戰，於法兰德斯上的激烈空戰裡，曾有過戈林被法軍飛行員瞄準而被羅澤爾所搭救，之後後者也被英軍瞄準時，反被戈林搭救的事情發生。
論及戰技與鬥志，戈林兩方面皆受人認可，成為德軍飛行員中最優秀的人物之一，還獲得了「鐵人赫爾曼」的別名。與容易被忽略的陸海兩軍相比，航空隊的王牌飛行員更受到矚目，成為全德軍的明星。他們的照片在德國上市，1917年後，戈林的照片開始出現於市場。1917年10月，戈林獲頒霍亨索倫皇家佩寶劍騎士勳章以及巴登大公國的卡爾·腓特烈騎士十字軍功勳章。接著1918年6月2日，德皇威廉二世為獎勵戈林擊落18架敵機的功勳，親自頒發普通軍人的最高榮譽勳章——功勳勳章給戈林。一般來說藍色馬克斯是頒發給至少擊落25架飛機的飛行員，但當時戈林被視為一位特別優秀的軍人，故作為特例，受勳事宜很快就被予以承認。

### 「里希特霍芬聯隊」指揮官
1918年7月7日，戈林被任命為素有「里希特霍芬聯隊」之稱的第1戰鬥機聯隊的隊長，此聯隊第一任隊長為外號「紅男爵」的曼弗雷德·冯·里希特霍芬男爵，擁有80架擊落敵機的戰績，為協約軍敬畏的一位傳奇人物，但該人於1918年4月21日陣亡。繼任者威廉·赖因哈德也於7月3日在阿德勒斯霍夫的第二屆「戰鬥機競技會」（新型飛機的公開比賽）中試飛D.I戰鬥機時因機體空中分解而墜落身亡。下一任的隊長職務一般被認為將由擊落數排名第二與第三的恩斯特·烏德特（62架）與埃里希·勒文哈特（54架）繼任，但出乎眾人意料地是由戈林被任命擔任隊長。
里希特霍芬聯隊成員有烏德特、勒文哈特、洛塔爾·馮·里希特霍芬等諸多王牌，眾人起初對戈林擔任隊長職務並不怎麼認同。不過戈林發揮了自身的領導能力，他注重與其他王牌一同合作擊落敵機，而非追求個人的累計戰績。至1918年8月初，戈林已獲得了全聯隊的信賴，有著與第一任隊長里希特霍芬相當的人望。然而隨著戰局惡化，戈林聯隊的飛行員們開始面臨著補給和燃油不足的困境，而協約軍的力量卻逐漸增強。1918年9月，戈林的副官卡爾-海因里希·博登沙茨在日記中寫道：「（局勢的）緊張也在戈林中尉的臉上表露無遺，他的容貌轉為消瘦和嚴峻，我們全體人員亦然。」戈林指揮部隊要戰到最後，然而11月初，德國基爾港發生了水兵兵變，最終蔓延到全國動亂，是為德國革命。德皇威廉二世宣佈退位，逃到了荷蘭。11月11日，德國社會民主黨組成的共和政府於巴黎的貢比涅森林和協約軍簽署了停戰協定。隨後，里希特霍芬聯隊收到命令，要求聯隊飛往史特拉斯堡向當地的法軍投降，但戈林與隊員商討後決定無視該命令，反飛向達姆施塔特。然而由於天氣惡劣，聯隊部份成員被迫於曼海姆降落，被當地的工農委員會士兵奪取了武器，聯隊隊員只得乘卡車去向戈林報告。戈林憤怒地率領聯隊其餘飛機一同對工農士兵攻擊，還迫使其寫下道歉文。之後，里希特霍芬聯隊飛到達姆施塔特時，故意將飛機著陸失敗，把各機摔成一堆廢鐵，作為對協約軍的最後的反抗行動。戰爭結束，戈林的戰鬥機生涯共擊墜了22架敵機，並終其一生都未曾遺忘戰友，1943年時，其中一個前猶太隊員被蓋世太保所拘捕，戈林隨即施壓將該人救出、置於個人保護下。

## 戰間期活動

### 流浪生涯

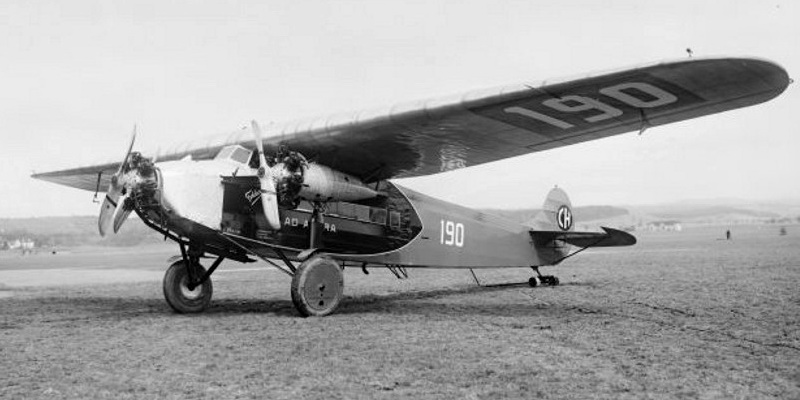
福克F.VII。

1918年12月，戈林返回慕尼黑與母親居住，一路還與烏德特一家同行。戈林母親的生活變得很困窮，教父人也在奧地利無法聯絡。當烏德特和戈林正為生活費發愁時，英國空軍上尉法蘭克·博蒙特（Frank Beaumont）向戈林提供了資金援助。博蒙特曾於一戰時為空軍飛行員，被德軍擊落後成為俘虜，而戈林在當時曾保護過他。
自從德國革命以來，慕尼黑受到以庫爾特·艾斯納為中心的多數派（即社会民主党）和獨立派（即独立社会民主党）兩大派系的社會主義政權所控制，而戈林參加了反對艾斯納的政治團體。艾斯納不久後被右翼青年軍官暗殺，當地共產黨人即發動革命，逕自宣佈成立「巴伐利亞蘇維埃共和國」，並開始逮捕右翼和保守人士，戈林也是被追捕的目標。他藉由博蒙特的幫助逃離了慕尼黑，投靠到聽從柏林中央政府（弗里德里希·艾伯特的社民黨政權）命令的「自由軍團」的保護傘之下。不久，「自由軍團」進攻慕尼黑摧毀了巴伐利亞的蘇維埃政權，並在慕尼黑市內屠殺共產黨人，而戈林眼見左右兩派彼此屠戮，對於德國的未來感到絕望。
在這之後，荷蘭航空公司福克寄給了戈林邀請，委託他前往丹麥哥本哈根為福克F.VII進行飛行展示。戈林決定接受此委託，將生活圈移到丹麥。他的特技飛行表演大獲好評，福克公司也因此願意出借飛機給戈林。戈林也將表演生涯拓展到瑞典，一次大戰的戰鬥機飛行員經歷也使戈林成為當地的著名人物，還常拉里希特霍芬聯隊的舊隊員一起來表演，此一事業為戈林賺進了大量的財富。博登沙茨後來回憶道：「這時的戈林過著就像一位冠軍拳王的生活，有著大量的財富和美人作伴……戈林還曾在信中提到他在倒滿香檳的浴缸裡度過了一夜。」
戈林在這段時期裡與瑞典貴族之女、同時也是瑞典軍人尼尔斯·冯·坎措男爵的妻子——卡琳·馮·坎措（舊姓福克（Fock））墜入情網，並於尼爾斯不在時將其奪走。1922年12月13日，尼爾斯與卡琳離婚；1923年2月3日，戈林帶卡琳返回慕尼黑結婚。

### 加入納粹黨到啤酒館政變
1921年夏，戈林回到了德國，並於1922年至1923年期間就讀慕尼黑大學，專攻經濟學和歷史學。在受到國家主義者的教授影響後，戈林倒向了國粹主義。1922年11月，戈林在慕尼黑国王广场的一次政治集會中與後來的納粹領導人阿道夫·希特勒見了面，希特勒對初次見面的戈林熱情地發表政治觀：「必須撕毀《凡爾賽條約》」、「戰爭失敗是因為受到猶太人和共產黨在背後捅一刀的結果」……等等，戈林深被希特勒的個人魅力所折服，而後者也將這位曾獲功勳勳章的空中戰士視作可以利用的人才。1922年12月，戈林加入了納粹黨（此時他的黨編號不詳，在1928年時則為23號）。1923年3月1日，儘管戈林加入納粹黨還不滿一年，他被任命為衝鋒隊總指揮。戈林在短時間內為衝鋒隊量身打造了軍事化訓練課程，大大改善這支團體的素質，遽聞當衝鋒隊在路上行軍時已有路人會向其鼓掌送行。希特勒對戈林頗為讚賞，他說道：「我交給他的是一群粗野的烏合之眾，但他在很短時間裡就把他們打造成一支為數11,000人的師。」不過，戈林對於納粹黨本身的活動並不怎麼在乎，他崇拜的是希特勒個人，同時戈林明顯表現出輕視其他黨內「同志」的態度，如鲁道夫·赫斯（後來的德國副元首）、阿爾弗雷德·羅森堡（種族理論者）等人。
1923年8月末，戈林之母弗兰齐斯卡於慕尼黑逝世，後同父親亨利葬於維斯特夫烈德霍夫墓園。1923年9月26日，古斯塔夫·冯·卡尔成為了巴伐利亚邦總理。卡爾不聽從柏林中央的命令，還企圖將巴伐利亞邦獨立，這對希特勒來說是個好機會，他可以仿效義大利貝尼托·墨索里尼的「向羅馬進軍」、地方推翻中央的模式，讓巴伐利亞的領袖們（主要由「三巨頭」——邦總理卡爾、邦國防軍司令奥托·冯·洛索、邦警察總長漢斯·馮·賽瑟爾）與他合作，推翻柏林中央政府，因此對巴伐利亞政府加以煽動。然而柏林已嚴正警告，巴伐利亞若繼續反叛將會受到軍事鎮壓。因此，卡爾和他的政軍領袖同志畏懼收手了。希特勒因此決定以武力強迫卡爾與巴伐利亞政府站在他這邊，策劃了政變行動。1923年11月8日晚上，希特勒帶著戈林與其率領的衝鋒隊闖入了贝格勃劳凯勒啤酒馆，當時卡爾正在那裡發表施政演說。希特勒以手槍脅迫三巨頭同他到酒館的一處房間談判，整個大廳則由全副武裝的衝鋒隊所佔領，群眾開始鼓譟，戈林便大聲說道：「沒有什麼要害怕的，我們沒有惡意。喝你們的啤酒吧！」然而，房內的三巨頭即使被手槍威脅也不願與希特勒合作，後者見狀便逕自宣佈新政府已經成立，對群眾謊稱總理等人已同意合作，眾人立即的反應是喝采和歡呼，這稍微打動了仍被限制行動的三巨頭。希特勒認為情勢已在掌控之下，便將現場交給與納粹黨合作的前一戰陸軍將領埃里希·魯登道夫，自己則駕車去處理其他瑣事。洛索利用希特勒不在的機會，騙魯登道夫說要去處理一些軍務而離開，卡爾和賽瑟爾也跟著逃離了現場，不久，卡爾宣佈希特勒的「合作」之說純屬假話，並下令將其逮捕。
當希特勒返回酒館後發現巴伐利亞政府的要人已逃走，情勢已經轉壞，於是他與魯登道夫商討，決定利用後者在一戰中的著名聲望，領導納粹黨與其支持者向市中心進發，德國警察與軍隊應不敢對魯登道夫開槍，甚至還可能加入他們。11月9日早，希特勒、魯登道夫、衝鋒隊隊長戈林與約3000名的隊員開始向市中心的音乐厅广场前進，途中曾遭遇到一支武裝警察部隊，後者把守著一座橋樑不讓希特勒等人通過，而戈林即前去威脅警察隊長，若他對衝鋒隊開槍，他就要將押在隊伍後端的人質槍斃，警察隊長即不再阻攔他們。可是當希特勒等人來到了音樂廣場附近的「统帅堂」涼廊時，又有一支警隊出現。這次魯登道夫的名聲不再有效，爆發了槍戰。戈林在槍戰中槍倒地，其中一顆子彈還貫穿了他的鼠蹊部，離動脈僅有幾公釐的距離。衝鋒隊隊員將他抬上車逃離現場，之後戈林受到一位猶太家具商之妻——伊尔莎·巴林（Ilse Ballin）的保護。由於巴林曾為護士，她也給戈林的傷勢做了應急處理，並將他送到有親納粹醫生的醫院，戈林之妻卡琳得到消息後也前去該地。為了躲避警察的追捕，戈林一家先是躲到加爾米施-帕滕基興的卡琳朋友家中，後再逃到奧地利因斯布鲁克。

### 恢復政治活動

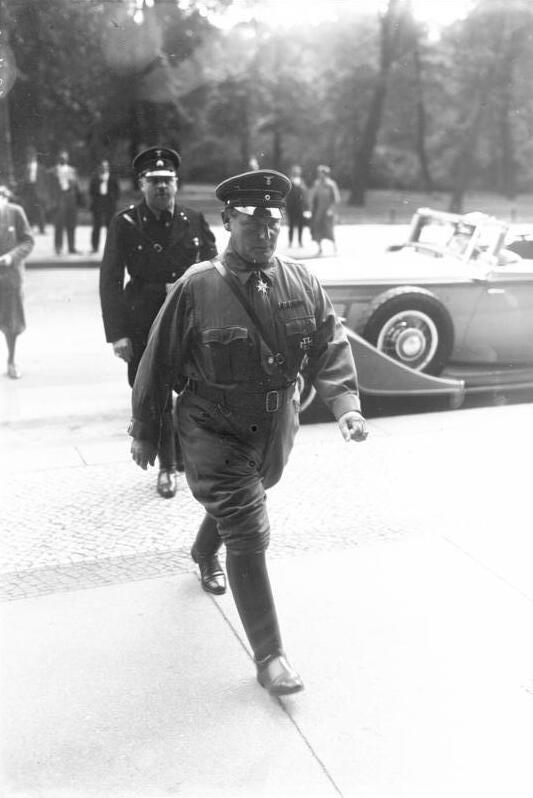
1932年8月30日，戈林以國會議長的身份進入國會大廈。

戈林在因斯布魯克靜養，受到奧地利納粹支持者的歡迎，不但拍了許多電報慰問，還發起了相關的募款活動。然而戈林的傷勢嚴重，子彈深深地嵌進了他的體內，需要在右腿和腰部右側開刀，這時醫院用了嗎啡作為麻醉藥，使得戈林在傷勢痊癒後對嗎啡產生依賴，後成為徹底的嗎啡中毒者。
另一方面，德國這時已將政變的主要領導人紛紛拘捕。希特勒已被關入牢獄中，而巴伐利亞政府也正準備對躲在奧地利的戈林進行引渡程序，同時他在德國的財產也被凍結。此外，提早被釋放的納粹黨政要恩斯特·羅姆也開始活動，開始建立新的衝鋒隊組織，衝鋒隊的實權已逐漸落入羅姆手中。戈林透過妻子向正被關在兰茨贝格监狱的希特勒聯繫，後者命令戈林前往義大利、請求總理墨索里尼給予納粹黨金錢上的援助。為了保持自己在希特勒心目中的地位，手邊缺乏資金的戈林夫婦還是於1924年5月飛往義大利，但在整整一年的時間裡都無法和墨索里尼會面。失望又灰心的戈林跟著妻子回到了在瑞典的娘家。由於原有的傷口持續陣痛，戈林幾乎每天都注射嗎啡，大量服藥的結果使身體荷爾蒙分泌異常，導致原本英俊健壯的戈林身體走向肥胖，精神方面也出現嚴重的藥物依存性。儘管在妻子卡琳的支持下進入精神病院醫治，但仍脫離不了對嗎啡的依賴，甚至還有過一次自殺未遂，這段時期是戈林人生中最灰暗的一段日子。
1927年秋，威瑪共和國總統保罗·冯·兴登堡對啤酒館政變參與者施行特赦，戈林也因此回到了德國，再度進入了希特勒的政治圈中，兩人也都同意這次要以合法選舉的方式來取得政權。1928年5月20日德國國會選舉，納粹黨黨員當選12席，戈林即為其中一人。成為國會議員的戈林以其資產階級的出身、功勳勳章的榮譽、幽默風趣的談吐和具貴族教養的妻子等條件發展社交圈，進入主要為下層階級出身的納粹黨員無法接近的上流社會，並快速拓展人際關係。納粹黨最大的贊助者——魯爾工業巨頭弗里茲·蒂森、克虏伯、梅塞施密特、德意志银行、BMW、漢莎航空、亨克爾紛紛捐錢給納粹黨，讓後者很大程度上解決了財政問題，特別是亨克爾和BMW還想請戈林擔任特別顧問，額外再支付薪水，漢莎航空也為戈林提供事務所與秘書，鋼鐵製造企業還直接贈與戈林一棟位於柏林的豪華別墅。後來在德國空軍受到重用的艾爾哈德·米爾希即是在這時期於漢莎航空的社交圈上與戈林結識的，興登堡總統和希特勒的首次會談也是戈林的安排，儘管興登堡心裡蔑視希特勒，常私下稱其為「波希米亞下士」，但他對於一戰空軍英雄的戈林卻有相當的好感，因此與他會面的氣氛都不錯。戈林在貴族圈中也頗有涉入，特別是维克托·楚·维德和奧古斯特·威廉·馮·普魯士皇子與戈林私交最好。
1930年，戈林成為希特勒的正式顧問，成為納粹黨最重要的人物之一。1930年9月的大選裡，納粹黨一共取得了107席。1931年10月17日，卡琳去世，儘管戈林十分悲傷，但也相對在政治圈中越來越活躍。1932年7月31日的大選中，納粹黨取得了230席，超過社民黨一躍成了國會第一大黨，戈林也被任命為國會議長，也去接近興登堡之子——奧斯卡·馮·興登堡施加影響。

## 納粹黨掌權後

### 普魯士總理與建立秘密警察

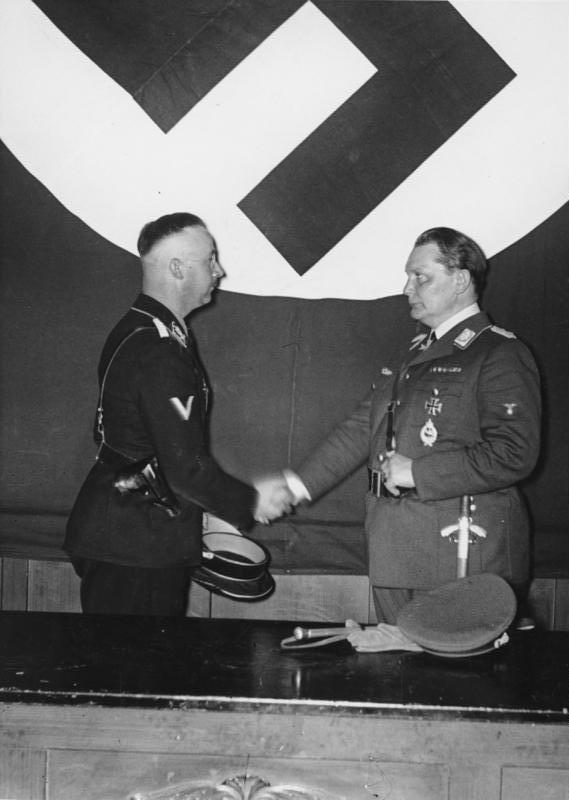
1934年4月20日，戈林與海因里希·希姆萊達成協議，前者將蓋世太保的指揮權讓給了希姆萊。

1933年1月30日，興登堡總統任命希特勒為德國總理。希特勒任命戈林在自己的內閣中擔任不管部部長。2月6日，普魯士邦政府被解散，戈林被任命為該邦的內政部長，在這職務上，戈林先是解除許多共和派官員的職務，以納粹黨人取代，還組織由衝鋒隊、親衛隊（最初為希特勒個人的安全衛隊，在這時也充任保護納粹高級官員的護衛）與「鋼盔團」（親納粹的右翼政治團體）成員組成的輔助警察，將普魯士邦的警察組織納粹化。1933年2月6日，戈林任命魯道夫·迪爾斯為普魯士邦警察政治部門「1A課」（即後來全國秘密警察「蓋世太保」的前身）課長，迪爾斯當時雖不是納粹黨員，但因為做事精明幹練而成了戈林的左右手。1933年2月24日，戈林命令警察少校瓦爾特·韋克篩選政治上忠於自己的400名警員，創立了「韋克特別警察營」（Polizeiabteilung z.b.V. Wecke），接著在克罗伊茨贝格近郊區設置了該營的基地，以蓋世太保的逮捕部隊身份活躍著。韋克警察營不久後又被擴編為「戈林將軍邦警察團」（Landespolizeigruppe General Göring）、「戈林將軍團」（Regiment General Göring），在戈林成為德國空軍總司令後，該單位亦轉至空軍。
1933年2月27日，德國發生了「國會大廈縱火案」，迪爾斯迅速反應，斷定為共產黨人马里纳斯·范德吕伯所為，僅一天就逮捕了4,000名德國共產黨黨員。現今國會大廈縱火案的真相依舊成謎，有一種說法是納粹黨人策劃了這場火災，其中又因為戈林的國會議長官邸與該大廈有地道連結，嫌疑很重。這種流言也傳進了戈林耳中，他反駁道：「對共黨份子本來就要採取強硬的手段，哪需要什麼特殊事件」「如果是我要縱火，我會燒比較不重要的建築」，還曾以玩笑的口吻稱「如果我要燒國會大廈，那我也不會說這是共產黨幹的，而會用完全不同的理由。因為國會大廈的會場實在是很醜，那裡可是塗滿了灰泥的牆壁。」後來在紐倫堡審判中，前陸軍參謀長弗朗茲·哈爾德大將提出證詞，指稱戈林在1942年希特勒生日餐會上興奮地說：「只有我真正了解國會大廈，因為我放火燒過它。」但戈林並沒有承認此證言。1933年9月，盧貝等五名共產黨人於莱比锡的法院以縱火犯之名被起訴，戈林以檢察官人證的身份出庭，但無法提出決定性的證據，特別在格奥尔基·季米特洛夫的審理過程中，還因為該人巧妙的有力反擊，還一度令戈林失態地大聲咆嘯，最終除了盧貝以外的四名共產黨人都宣判無罪。
1933年4月10日，戈林自巴本手中接任了普魯士總理職務，後被任命為該邦的國家代理官。1933年4月26日，戈林接管了在阿爾布萊希特王子大街第8號的一家旅館，將其改作新設置的「普魯士邦秘密警察」（Preussisches Geheimes Staatspolizeiamt），為將該邦的政治警察統一打下基礎，1A課也被吸收至此，成了該機關的核心部門，此一機關日後也就成了著名的納粹秘密警察——「蓋世太保」。蓋世太保局長（Leiter der Geheimen Staatspolizeiamt）由1A課課長迪爾斯擔任，戈林則自任秘密警察總長（Chef der Geheimen Staatspolizeiamt）。戈林想將蓋世太保機關擺脫普魯士邦內政部長——威廉·弗里克、置於個人控制之下，同時，也正因為弗里克提出了「一體化」政策，將全國資源與機構整合、警察機關要統一的緣故，戈林還要面對來自親衛隊領導人——海因里希·希姆萊的挑戰，1934年1月時，希姆萊已經控制除了普魯士邦和紹姆堡-利珀邦外的全德國警察機構，對戈林來說是個強勁的政治對手。1934年4月20日，戈林採取了行動，在蓋世太保局長上面新設了名為「蓋世太保監查官與代理指揮官」（Inspekteur und stellvertretender Chef der Geheimen Staatspolizeiamts）的新職務，並把這個職位給了希姆萊，等同是將蓋世太保的實際指揮權轉給了後者。
直到1935年11月20日為止，戈林在名義上一直維持蓋世太保最高領導人的身份。普魯士邦的普通警察也在親衛隊的壓力之下轉到了德國中央內務部的管轄之下（德國內務部警察局長早期由希姆萊的部屬庫爾特·達呂格擔任，到了1936年時由希姆萊自任，此時他已是全德國警察總指揮），而戈林的普魯士總理、內政部長的地位即因而萎縮。戈林之所以轉移蓋世太保給親衛隊的原因有許多種說法，如不想因為控制秘密警察而折損自己在國人心中的形象、對於作業嚴謹的警察事務已感到厭煩、認為迪爾斯不夠無情、無法充分發揮蓋世太保的機能來壓制另一個危險的政敵組織——衝鋒隊、拉攏親衛隊至同一陣線、為打擊羅姆進行準備等等的說法。
此外，戈林還在1933年4月10日設置了情報機構「研究局」（後來又稱「戈林情報局」），以其長時間監控政敵、國內外電報和破譯密碼等，此一機構在當時屬世界上效率最佳、準確性最高的情報機關之一，在往後12年間製作了50萬份監聽報告。後來研究局因開支過於龐大而被轉到航空部之下，使用空軍的軍費。故此研究部成員也身著空軍制服。

### 「長刀之夜」

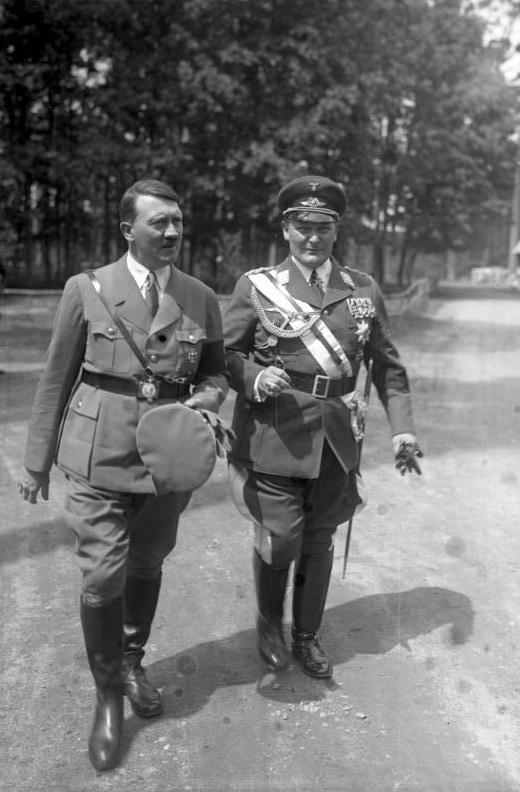
1934年6月的戈林與希特勒。

1934年6月30日至7月初，德國發生了針對由羅姆領導的衝鋒隊高層成員整肅謀殺的事件，通稱「長刀之夜」，由戈林、希姆萊、萊因哈特·海德里希（希姆萊的副手，相當於親衛隊的第二號人物）和希特勒所主導。長刀之夜首要的謀殺對象即羅姆，該人與戈林為政治上的競爭者，不僅在爭奪未來德國國防軍總司令之位，羅姆還常以其控制的突擊隊警察來威脅戈林的普魯士邦警察指揮權，還曾於公開場合稱戈林為「反動先生」，雙方關係極為惡劣。羅姆與部分突擊隊指揮官一直打著以突擊隊取代國防軍、成為德國正規軍的主意，這個目標使突擊隊和國防軍之間鬧得很不愉快。希特勒傾向國防軍，也常被羅姆公開批評。對希特勒來說，衝鋒隊難以控制，且在他已取得國內政治獨裁權時，已不需要這支政治鬥爭運動工具，僅是因為與羅姆有近10多年的交情而不願攤牌。戈林與希姆萊見此，捏造了突擊隊準備造反、奪取政權的證據，說服希特勒盡快整肅突擊隊的必要性，希特勒也最終同意展開行動。
1934年6月30日，希特勒飛抵巴伐利亞慕尼黑，召集了羅姆以外的所有衝鋒隊指揮官，當場親自整肅，接著驅車前往羅姆本人所在的巴特維塞。另一方面，身為普魯士總理及內政部長的戈林、蓋世太保指揮官的希姆萊和海德里希也進行了柏林的衝鋒隊清洗行動。戈林派出韋克警察營直搗衝鋒隊本部，親自現場指揮逮捕行動，將被捕的衝鋒隊領袖們押至大利希特费尔德的普魯士軍官軍校（戈林曾就讀的學校）槍斃。除了衝鋒隊外，還有好幾位納粹黨的政敵與其幕僚也跟著被殺害。不過儘管清洗活動進行順利，但比起戈林，親衛隊與希姆萊更加活躍，為抑制後者，戈林放過了幾個目標，包括西格弗里德·卡舍衝鋒隊中將、普魯士皇子、外交部書記官伯恩哈德·威廉·馮·比洛、前蓋世太保局長迪爾斯（先前戈林掌握了他與衝鋒隊來往的證據，在長刀之夜前，戈林已將他貶為科隆的治安長官）以及德國副總理巴本等人。巴本起初為各地突然展開的整肅感到疑惑，前往戈林官邸要求後者向他這位副總理說明，卻突然被親衛隊隊員擋住了去路，這時戈林插手保住了巴本一命。戈林原先也想保留德國前總理施萊謝爾一命，不料希姆萊與海德里希的蓋世太保已搶先戈林和普魯士邦警察一步，將其槍殺。不過另一方面，戈林與希姆萊對抗共通敵人時也不留餘力，如在納粹黨中立場偏左的格雷戈爾·斯特拉瑟、曾在啤酒館政變中逃跑的卡爾也死於本次行動中。
7月1日，興登堡拍了一份電報給希特勒和戈林，感謝兩人在本次行動的表現。後來在紐倫堡審判時，法院將戈林在長刀之夜的作為視作謀殺，對此，後者對美軍心理分析官古斯塔夫·吉爾伯特反駁道：「聽好了，對方可是變態的嗜血革命主義集團。納粹黨在初期大吵大鬧、在街上毆打猶太人、打碎窗戶的玻璃，讓人們覺得該黨是一群地痞流氓集團的元凶就是他們。他們還打算將德國軍官團、黨內首腦以及猶太人加以血洗。我認為消滅他們是完全正當的行為，如果不這樣做的話，那被殺的就是我們自己了。」

### 自然保育政策

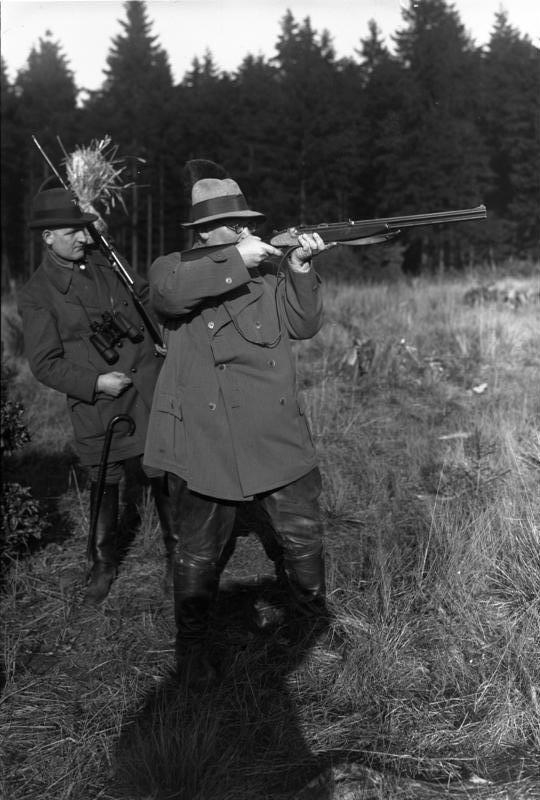
1934年12月14日，正於紹爾夫海德森林中打獵的戈林。

1934年7月3日，戈林被任命為國家森林部長（Reichsforstmeister）與國家狩獵部長（Reichsjagermeister）。戈林並非出於個人政治野心而爭取狩獵部長一職。他熱情地在這崗位上付出，令德國動物的濫捕和非法狩獵情況大為減少。1934年7月3日，戈林制定了《國家狩獵法》（Reichsjagdgesetz），為狩獵限制、保護與繁衍動物的法令，該法至今仍存於聯邦德國。根據該法，狩獵必須經由政府進行嚴格的考核後許可才行，使用獵槍必須通過考試、獵犬也必須通過特定的訓練，若最後獵補了超過配額數量的動物還會遭致嚴厲的處罰。為解除受傷的動物的痛苦，戈林規定獵人必須義務性地優先將其射殺，並禁止使用鋼製補獸夾、投毒和在夜間使用探照燈等狩獵方式，對非法狩獵的懲戒也加重了，戈林的辦公室裡還貼有一張標語：「虐待動物的人就是在傷害德國人民的感情。」，他個人也認為一個真正的獵人不僅應該同鳥獸作公平的較量，還要關心鳥獸的保育。
不過戈林雖反對濫捕與盜獵，本人卻也是個狩獵愛好者，在柏林東北的紹爾夫海德一地還有著私人的狩獵區，並於此地建造了「卡琳宮」，紀念因病而逝的妻子。不單是戈林本人經常在此地進行狩獵活動，他也常邀附近村民與好友使用該場地。戈林在森林部長的職務上也對自然保育有相當的功績，他實施於德國各大都市周圍植樹造林的計畫，並規劃綠化區，這些地區成了動物們的活動天堂以及勞工的休憩之地。在戈林就任森林與狩獵部長後數年，德國的森林維護與保育被稱作是世界各國的自然保育範本。1937年，國際狩獵委員會法國主席表揚戈林創立了「贏得了全世界欽佩」的狩獵法。

### 成為空軍總司令

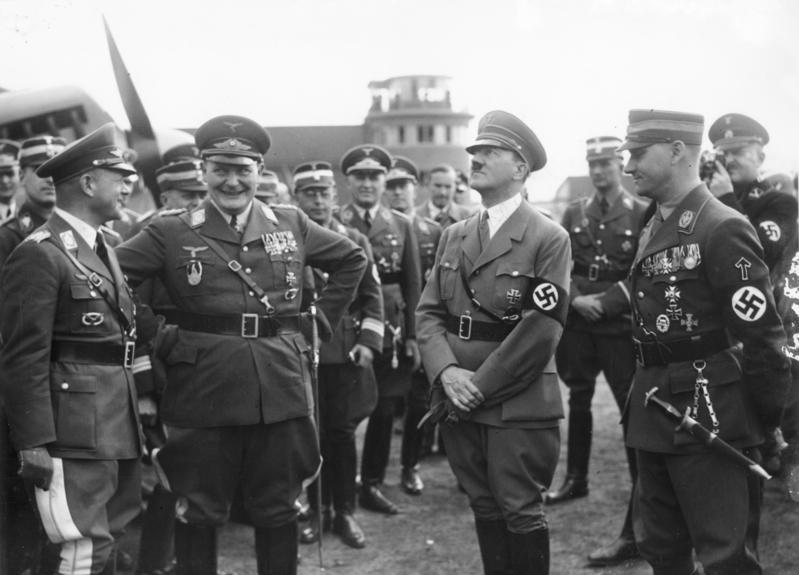
1936年4月，德國空軍高層視察第134戰鬥機聯隊「霍斯特·威塞爾」的飛機，左起為航空部次長艾爾哈德·米爾希、戈林、希特勒、衝鋒隊參謀長维克托·卢策。

1933年1月30日希特勒內閣組成的同時，戈林被任命為國家空運專員；三日後，該職位改名為「國家航空專員」（Reichskommissar für die Luftfahrt）；接著在5月5日，國家航空專員事務處升格為「國家航空部」，戈林即變成國家航空部長，此職位即是為日後德國重建空軍時所預留的。戈林任命在社交活動上結識的米爾希為航空次長，兩人即開始籌劃規避《凡爾賽條約》禁止德國發展空軍的限制。另外，戈林還注重挖掘人才。他從陸軍中選拔了諸如阿爾貝特·凱塞林、漢斯-于爾根·施通普夫和瓦爾特·韋弗等精英，也透過招募民間飛行員來培養新鲜血液，這些軍官成為日後德國空軍的骨幹。戈林也邀請了一戰時期的老戰友烏德特加入德國空軍，並請勒尔策擔任「德意志航空運動俱樂部」（Deutscher Luftsportverband）會長，負責訓練未來空軍的飛行員。
1935年，希特勒宣佈德國將重整軍備，德國將重建空軍，戈林即被正式任命為德國空軍總司令。他在5月時晉升為航空兵上將，1936年4月晉升至大將，最後於1938年2月晉升為元帥。不過就實務面上，戈林並無投入多少力氣在建設德國空軍的工作上，也極少出現在空軍總司令部辦公室裡。戈林的工作多由空軍參謀長韋弗替他完成，據後者所言，戈林對空軍發展最大的作用乃是爭取預算，每當經濟部長沙赫特提出預算爭議時，韋弗直接將文件轉交給戈林，後者隨即去找希特勒，最終往往獲得更多的預算。戈林曾說道：「元首對於我們（在預算要求上）如此的節制感到意外，他以為我會要的更多，總之記住一件事：錢不是問題。」據資料指出，在1933年1月至1939年8月期間，德國共花費640億馬克在軍備上，其中有40％是用在空軍，佔了極高的比例。戈林也對空軍得以成為獨立的軍種有重要的作用。基於上述，戈林在空軍成立初期深受部屬與參謀部軍官愛戴。
1936年6月6日，首任空軍參謀長韋弗因飛行事故身亡，戈林隨後任命凱塞林繼任此職。凱塞林任職後不久即與米爾希發生衝突。米爾希為平民出身，一戰時曾為飛行員，戰後成了民航人員，工作能力極強、攬權欲也很高。他對於掌控了航空部和空軍總司令職務的戈林感到嫉妒，遂將野心轉到了空軍參謀長一職，處處刁難凱塞林，而該人也對米爾希報以歧視，認為他只是身著空軍制服的平民。就此狀況，戈林樂於見之且加以煽動，使兩方無法威脅自己的地位。凱塞林的繼任對德國空軍的建設有一點影響很大，他廢除了韋弗先前極力推廣的「戰略空軍」構想，將其下令研製的四引擎重型轟炸機——烏拉山轟炸機計畫廢除，認為資源不足的德國無力負擔。當時米爾希與凱塞林的想法一致，而空軍轟炸機總監库尔特·普夫卢格拜尔與空軍參謀部作戰處長保羅·戴希曼為了保全重轟炸機，要求由戈林來定奪。米爾希對戈林說道：「你有兩種選擇，是要生產1000架四發轟炸機，還是數千架的雙發轟炸機？」戈林並未想的特別多，他說道：「元首只會問我轟炸機共有幾架，而不會問是哪種。」就這樣，戈林否決了戴希曼的想法，任憑米爾希把兩種已準備進行測試的烏拉山轟炸機原型機變成廢鐵，德國也在二戰全期再無發展出真正的戰略轟炸機。
凱塞林任職不滿一年，因厭倦了整天在和米爾希作政治鬥爭，自行辭去了參謀長職務。戈林一度考慮請陸軍的弗朗茲·哈爾德或阿爾弗雷德·約德爾繼任該職（這兩人後來分別成為陸軍參謀長和最高統帥部作戰處長，在二戰中扮演非常重要的角色），但他們兩人皆不願與米爾希一起共事。戈林因而任命施通普夫繼任，但後者表示只願意「暫時」接受。1939年2月，戈林任命了年僅40歲的漢斯·耶匈尼克為空軍參謀長，前者認為年齡較長、經驗與實務豐富的空軍將領們不易與自己妥協，因而安排了年輕、能力強、聽話的參謀長，但耶匈尼克因其資歷淺而經常被高級將領所輕視，在諸多決定上必須讓步，且戈林經常將四周的空軍友人（勒尔策、博登沙茨、飛行訓練學校教官阿爾弗雷德·克勒等人）視作顧問團，令耶匈尼克工作格外地困難，加上該人是希特勒的狂熱崇拜者，對於後者的決定與觀點幾乎不以自己空軍參謀長的專業眼光審視，亦為日後德國空軍失敗的原因之一。戈林另一項重大人事任命是把烏德特拉攏過來制衡米爾希，於1936年初任命其為戰鬥機與俯衝轟炸機總監，4個月後又讓他擔任了「空軍技術處」處長，負責新型飛機的開發與採購。這道任命很大程度上是不適任的。烏德特的教育背景、資質與性格不具有擔任如此高階職務的能力，卻要直接負責手下超過26個部門，不僅使原先尚屬效率頗高的德國空軍流於官僚化，在諸多機種的生產和研發工作上也出現重大疏失。
總體來說，戈林對於德國空軍初期的快速發展可說是有益的，但長遠來看卻是災難性的。戈林的精神框架仍局限於一次大戰的戰鬥機飛行員經歷，他在補給、後勤、戰略、飛機性能、技術與工程等諸多領域（換句話說就是建設空軍的全部核心因素）幾乎可說是無知的，但他又因為與希特勒密切的政治關係而不會被撤換，致使德國空軍在進入戰爭的考驗時暴露出一連串領導層的缺失，這方面戈林有很大的責任。

### 經濟巨頭

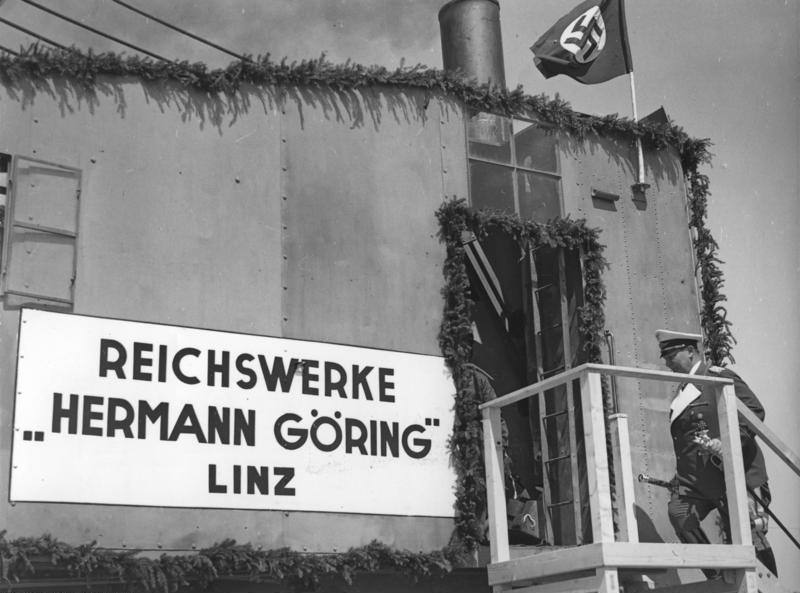
1938年5月13日，戈林視察位於林茨的「赫爾曼·戈林國家工廠」。

戈林在德國經濟面上也扮演相當重要的角色，其權力與影響之大而被人稱為德國的「經濟沙皇」。1936年8月時，希特勒為未來的戰爭作準備，擬出了「四年計畫」，於同年9月9日的紐倫堡黨代會上發表。計畫主旨為德軍必須有在四年內發動戰爭的能力，德國經濟必須能予以支持，而戈林即在1936年10月被任命為本計畫之總負責人。
戈林主導的戰略以提高資源自給率和軍需供應為主，這使得國家債務大幅增加、國民生活水準增長率減半、轉向戰時經濟體制。四年計畫中，戈林與法本公司執行長——卡爾·克勞赫關係最為緊密，計畫資金約有三分之二由法本公司相關人員所分配。由於德國當時的鋼鐵生產深受鐵礦石產量不足所困擾，因此出現了反對四年計畫、希望自外部大量進口鐵礦石的聲音，為此，戈林在1937年6月16日宣佈將開採國內鐵礦石，並將以此為基礎，建設成套的鋼鐵生產體系。7月15日，政府撥下了資金500萬馬克，於薩爾茨吉特一地建造了「赫爾曼·戈林礦產-製鋼工廠」，戈林也與德國大型鋼鐵企業，如「聯合製鋼」等公司達成合作共識。
1937年11月至1938年2月期間，戈林還取代了亞爾馬·沙赫特，擔任德國經濟部長，使經濟部成為四年計畫的執行機關。1938年2月，在資助更多資金後，「赫爾曼·戈林礦業-製鋼工廠」成為了德國僅次於法本公司和聯合製鋼的最大企業，同年7月時更擴建為「赫爾曼·戈林國家工廠」），成了一家集礦業、製鐵、武器、機械、內陸水運等部門的工業巨頭。

### 布隆貝格-弗里奇醜聞事件

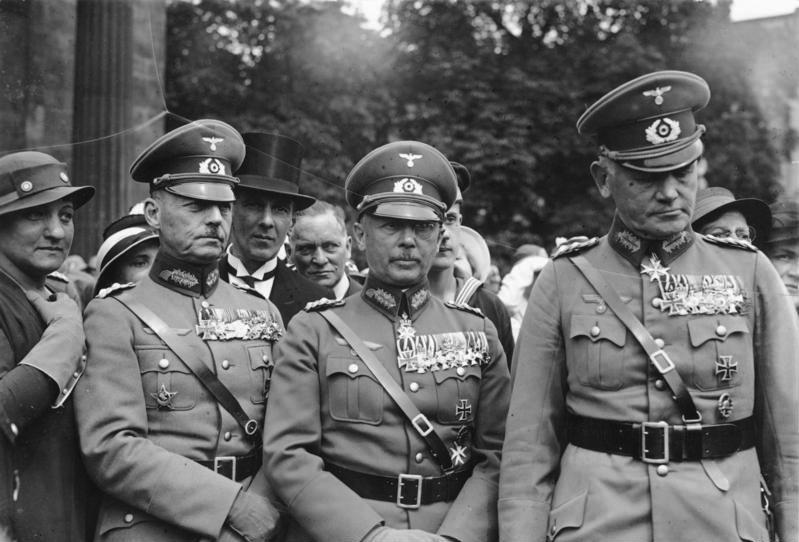
1934年，德國陸軍最高層的幾位將領，由左至右：第1軍團總司令格特·馮·倫德施泰特、陸軍總司令維爾納·馮·弗里奇和國防部長維爾納·馮·布隆貝格。

長久以來，戈林就因為覬覦國防部長的職位而敵視維爾納·馮·布隆貝格元帥，也一直在暗中找機會破壞其名譽。布隆貝格是一位六十歲鰥夫，後來與他的年輕女秘書墜入愛河。但布隆貝格的對象有他人一直在追求，使其相當煩惱，便與社交上相當活躍的戈林商量此一私事，戈林便以其能力將追求者送到了阿根廷去。不久，布隆貝格就和其對象完成了婚事，戈林是證婚人之一。1937年1月21日，有人向柏林陸軍總司令部告密布隆貝格夫人是一名妓女，致使柏林警察調閱檔案，發現布隆貝格夫人年輕時曾因為販賣情色照片而在警察局留有紀錄，此資料先傳到凱特爾處，後又到了戈林手中，最終布隆貝格自行請辭了國防部長職務。
戈林在1937年結束時對出任此職抱有強烈的希望，但在他之前還有陸軍總司令維爾納·馮·弗里奇擋在前面，為其權力爭奪的大敵，且該人和布隆貝格一樣，認為戈林指揮下的空軍在戰爭中不會有實質的作用，遂為戈林所怨恨，找機會將他除去。適逢蓋世太保從一位詐欺犯口中得知弗里奇為同性戀（這在保守的德國軍官團中是無法容忍的），戈林在處理布隆貝格事件的同時，也將同性戀醜聞一事要求希特勒處理。希特勒要弗里奇辭職，而弗里奇則要求召開榮譽法庭處理，戈林則變成弗里奇的主要指控人。雖然法庭最終恢復了弗里奇的名譽，但希特勒已決定另外任命他人繼任，而弗里奇已失去繼續擔任高級職位的機會。不過對於戈林希望兼任陸空兩軍總司令的要求，希特勒相當乾脆地回絕了。他最終任命了瓦尔特·冯·布劳希奇為陸軍總司令。
為了安撫戈林的失落，希特勒於1938年2月4日把布隆貝格的軍銜——元帥授給了他，並在隔天才宣佈由希特勒自己繼任布隆貝格原武裝部隊總司令的職務。

### 活躍於外交事務

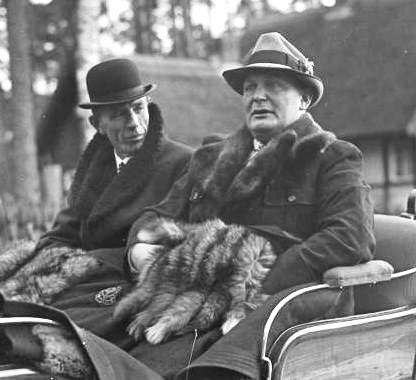
1937年11月，戈林與英國外長哈利法克斯伯爵。

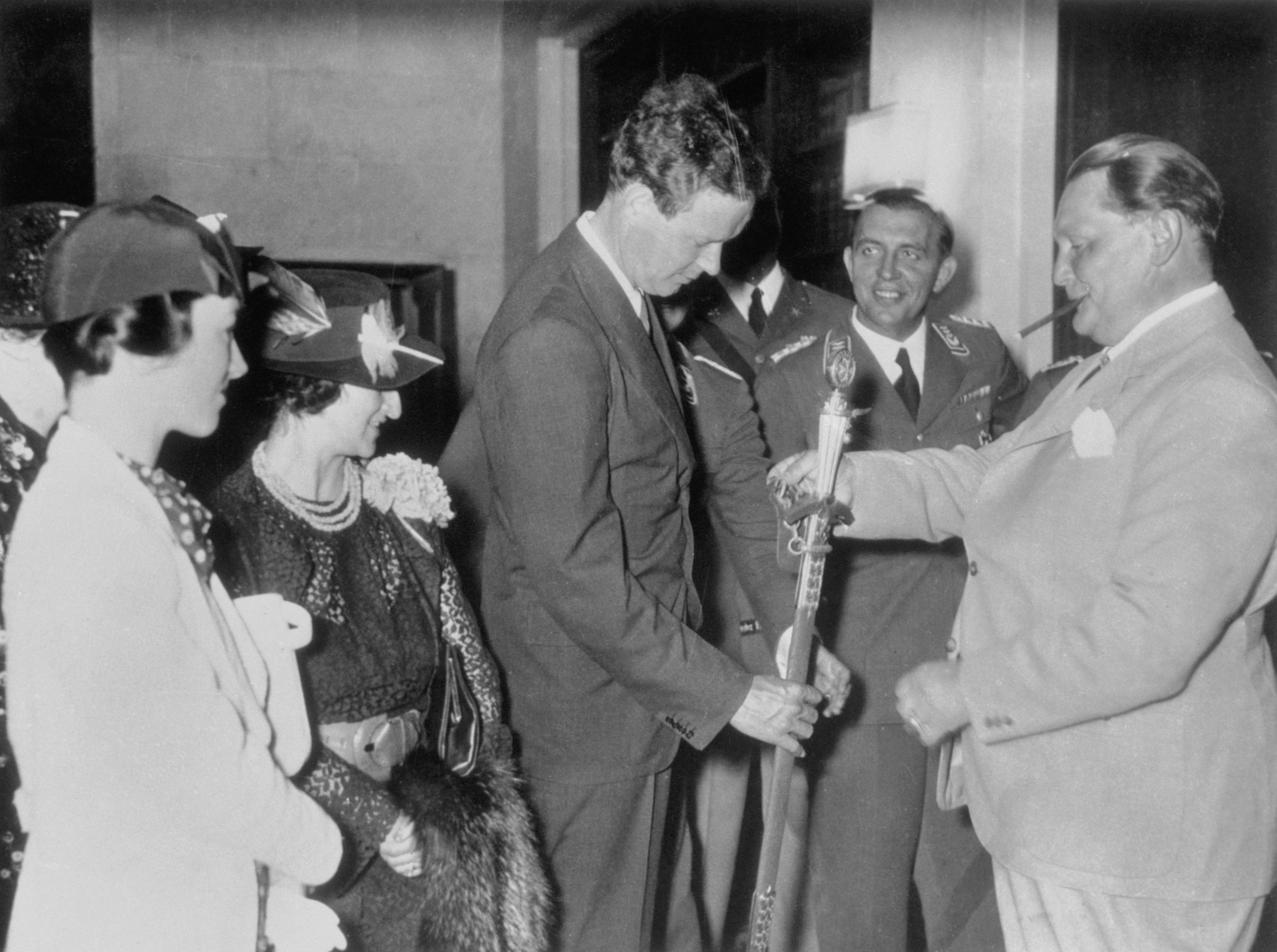
美國飛行員、社會活動家查爾斯·林白，他是美國親納粹派的代表人物之一，圖為1938年接受戈林帶星「德意志鷹勳章」時的場景。

戈林反應靈活、幽默和頗具貴族氣息的興趣，總使他在外交活動上無往不利，某種程度上甚至比生性激進的德國外交部長約阿希姆·馮·里賓特洛甫還要受歡迎。在戰前，戈林與波蘭外交部長约瑟夫·贝克、英國哈利法克斯伯爵、駐德大使内维尔·韩德森爵士之間的私人關係都還不錯，並與義大利領導人墨索里尼談判和直接主導了德奧合併事務、促成德軍介入西班牙內戰和解決捷克的蘇臺德問題，此外，戈林也奉行促成英德聯盟的主張，甚至多次私下曾說過「德國不願看到英國被削弱」、「必要時將會予以援助的」一類發言，儘管最終兩國還是走向戰爭。
1936年7月，西班牙爆發內戰，分作叛軍「國民軍派」與政府軍「共和派」兩勢力。其中，國民軍的佛朗西斯哥·佛朗哥將軍向德國求助，尤其是空中兵力方面。布隆貝格、希特勒和戈林在會議上基於政治、經濟和意識形態等因素，決定介入其內戰、協助國民軍。西班牙的戰事給了戈林可以繞開外交部和經濟部、增強影響力的機會。戈林主張佈署大規模德國空軍部隊，認為這是一個非常良好的試驗機會。之後，因為德國空軍遠征部隊「兀鷹軍團」受佛朗哥將軍指示而轟炸了格爾尼卡，導致戈林的聲譽到嚴重影響。國際上的左翼團體將此轟炸比為典型的納粹恐怖事件，而戈林原本和英國之間尚算良好的關係也受到重創。他因此不得參加1937年5月喬治六世國王的加冕典禮（後來國防部長布隆貝格代表出席）。
戈林身為四年計畫總負責人，深為德國資源不足所煩惱，因而積極推動和奧地利合併的計畫。奧國的施蒂利亞州盛產鐵礦，也有大量高素質的勞工。希特勒也表示支持。1938年2月12日，戈林與奧國總理库尔特·舒施尼格會面，表示若非和平統一，將會動武入侵奧國。後來奧國因而容許納粹黨合法存在，並預計於3月舉行關於合併議題的公投。然而希特勒不願公投，戈林因而打電話給奧國總統威廉·米克拉斯，要他換下舒施尼格，並終止公投行動，否則德軍將武裝入侵，奧國內部的納粹黨份子也將引發暴亂。米克拉斯接受了戈林的要求，舒施尼格於3月11日被免職，公投也跟著被取消。第二天早上5點半，德軍開進奧地利城內，路上毫無抵抗。德奧合併完成後，戈林繼續執行另一項重要任務：接待外國賓客，有技巧地宣傳德國的軍事實力。戈林巧妙地安排英法代表團觀看德軍當時最先進的戰機與優秀的飛行員，而對一些內在的缺點則盡量隱瞞，同時也多次聲明德國不要戰爭，只是必須保護自己。戈林的作法頗有成效，外國訪客多為他的態度誠懇和德國的軍備「強大」而留下深刻印象，尤其對法國起的作用特別大，進而連帶影響了英國的判斷。美國飛行員查爾斯·林白也對德國空軍深表敬畏，他接受了戈林授予的帶星「德意志鷹勳章」，並在回國後成為宣傳孤立主義、避免美國與德國爆發戰爭的重要人物。
奧地利之後，希特勒急於解決捷克斯洛伐克的問題，戈林便在私人外交場合上測試英法的態度，還力促匈牙利煽動捷克內部的匈牙利少數民族製造暴動、透過經濟手段壓迫捷克。在局勢逐漸緊張時，英法寄望戈林阻止希特勒發動戰爭，戈林也因而應韓德森與法國駐德大使安德列·法朗斯瓦-朋西的要求去勸希特勒信守談判內容，卻因而遭到希特勒的白眼，隨後被貼上中間派的標籤而遭到冷落。1939年3月15日，希特勒於柏林總理府接見捷克總統埃米尔·哈查，威脅後者德軍將開進捷國，不得抵抗，戈林也幫腔德國空軍會轟炸布拉格，導致哈查一度心臟病發，後被戈林帶來的藥劑救活。哈查後電告布拉格方面，希特勒成功奪佔了捷克全國領土。然而希特勒驅車前往布拉格時，陪伴的不是戈林，而是里賓特洛甫。1939年5月22日，德義簽署《鋼鐵條約》，戈林同樣被冷落。
1939年下半，歐陸再度戰雲密佈，有一位和戈林交情不錯的瑞典商人比耶·達勒魯斯想透過非官方的方式來阻止戰爭。達勒魯斯認為納粹政府並未理解英國與波蘭結盟的意義，他想透過戈林這一管道和希特勒接觸與交涉，儘管他直到戰爭爆發後幾天都作為中間人而來回奔波於英德之間、一再嘗試讓戈林訪英、會面英國駐德大使商討等等，但一方面戈林無法影響希特勒的抉擇，一方面又對此事顯得不感興趣，最終仍未能阻止戰爭。1939年9月1日，第二次世界大戰爆發，同日，希特勒在國會發表對德波局勢的演說，並正式宣佈戈林為其接班人。

## 第二次世界大戰

### 戰爭爆發到敦克爾克撤退

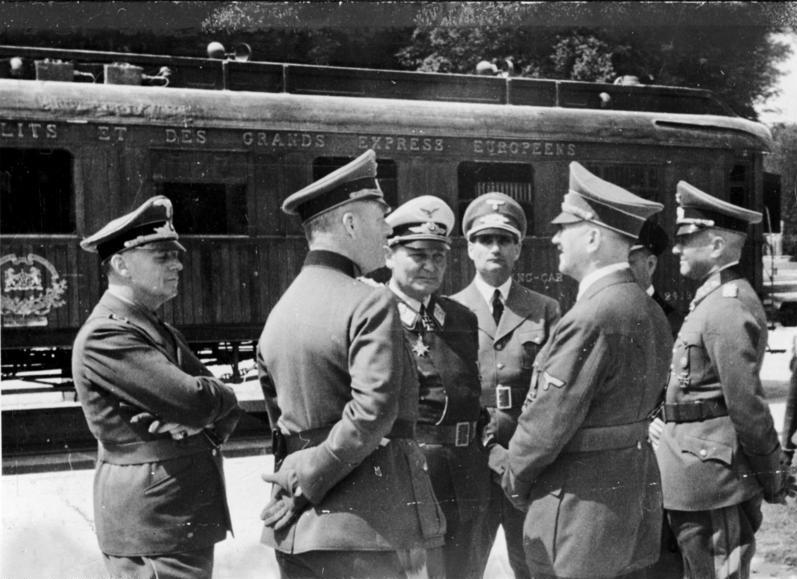
1940年春季，法國投降和約簽署地的德方領袖們，左起：约阿希姆·冯·里宾特洛甫、威廉·凱特爾、戈林、魯道夫·赫斯、希特勒、埃里希·雷德爾和瓦爾特·馮·布勞齊區。

德軍對波蘭的戰事勢如破竹，一個月內即摧毀了其武裝部隊，並轟炸了首都華沙。儘管戈林在許多場合裝腔作勢，發表許多好戰與誇張的言論，在另一方面也不時流露出對於這場戰爭的厭惡，這使其與埃里希·冯·曼施坦因、哈爾德、埃爾溫·隆美爾等職業軍官之間相互蔑視。根據英國歷史學家大衛·歐文提供的資料，戈林在德軍打敗波蘭後的幾個月「假戰」中，曾秘密保持著幾條和英國首相內維爾·張伯倫聯絡的管道，也透過了駐墨西哥的代理人——乔吉姆·赫茨莱特，與美國總統富蘭克林·羅斯福的特使進行過幾次會談，力促達成英國與德國之間的和平。除了公開宣稱或私下與其協商的動作，戈林甚至還向英國人暗示，他本人願意自希特勒那裡接管德國的實權，他也將停止對猶太人的迫害、德軍將撤出波蘭「非德國領土」、希特勒也會變成類似「總統」的角色。不過，戈林這些外交上的努力被英方所拒，後者明確表示，除非收到希特勒政府保证不再进一步侵略，他们才會談判。外長哈里法克斯勳爵則冷淡地暗示，他們希望能發生重大的內部變動。
1940年春季，德軍打破假戰、發動西線攻勢。德國空軍的空降獵兵很快地摧毀了比利時的埃本-埃美爾要塞、並空降至荷蘭奪取戰略據點，地面部隊也受其支援、快速挺進。總體來說，德國空軍在西線戰鬥中發揮了至關的作用。然而就在英法軍隊被德軍圍困於敦克爾克時，戈林視其為空軍立功的絕佳機會，他向希特勒保證「單憑空軍即可將敵軍殲滅」，而希特勒可能是出於保護即將用於攻打巴黎的裝甲部隊等原因（有許多說法，參見敦刻尔克战役一條目），同意由空軍進行該任務，戈林甚至還建議裝甲部隊撤遠一點，以免被飛機投下的炸彈所傷。米爾希、凱塞林、約德爾都對此反對，甚至當陸軍將領通知里希特霍芬其戰車停止前進時，後者還打電話到耶匈尼克去要求將命令取消「戰車若不再前進，英國人就要逃走了。沒人真的相信我們可以從空中阻止他們！」耶匈尼克應道：「你錯了，鐵人（指戈林）相信它（德國空軍）可以！」最終，德國空軍仍無法殲滅盟軍部隊，共有338,226名盟軍藉由海路撤退至英國本土，僅俘虜了40,000名法軍。敦克爾克之戰不單是德國空軍威望的一次重挫，也被認為是戈林在戰爭中犯下的最大錯誤之一。
雖然英國尚未投降，但希特勒已為西線戰役的成功而慶祝，他於7月19日將戈林晉升為特別設置的軍銜——「國家元帥」，超過了過去德國歷史上最高階的「元帥」軍銜，同時授以「大十字勳章」，該勳章和軍銜在二戰中僅戈林擁有。除了戈林外，空軍的凱塞林、米爾希、施佩勒三位空軍將領也都被晉升為元帥。

### 不列顛空戰的失敗
1940年7月16日，希特勒命令德軍即將展開對英國本土的作戰，必要時佔領其全國。但戈林本人則從希特勒那裡得知打算透過外交恫嚇的方式促成和平，因此戈林並未要求空軍參謀部認真制定作戰計畫。戈林在亞洲號列車上向空軍將領們作戰會議時，他說道：「英國已經在敦克爾克筋疲力竭了」，之後受到了米爾希的反駁：「我們沒有時間可以浪費，國家元帥閣下，只要給英國三週的時間，他們就能捲土重來！」儘管戈林首先當下的是拒絕此意見，但會議中又為其所說服。受到戈林的極力吹噓影響，希特勒決定自空中發動毀滅英國的作戰。戈林本人是空權主義者，對於義大利朱利奧·杜黑提出的《空權論》，即單憑空中武力即可贏得戰爭的想法深信不疑，也因此他相信德國空軍可以獨自擊敗英國。但另一方面，戈林還保持著一次大戰的空戰觀念，輕視雷達與機群長距離作戰造成的諸多問題，使德國空軍承受了許多不必要的損失。
直至8月下旬，戈林一直轟炸英國機場與港口，望以此令英國屈服。然而8月25日，德國柏林受到英軍轟炸機的攻擊，希特勒因而震怒，要戈林對倫敦發動規模數倍的報復性攻擊。戈林對此命令感到困窘，他向希特勒表示對倫敦的轟炸前提是必須瓦解其破壞機場，希望將轟炸目標轉為倫敦周圍的軍事設施，但後者基於政治與復仇的理由，堅持對倫敦本身進行轟炸。戈林請求希特勒再度考慮，說道：「這個作法對荷蘭人可行，但對英國人沒轍。」、「即使攻擊倫敦也無法令英國人屈服。」但希特勒依舊故我。德軍對倫敦的攻擊就此使不列顛戰役的結果扭轉，德國空軍的損失開始攀升，戰況變得更為不利，適宜進行兩棲登陸的季節也逐漸過去，1940年9月17日，希特勒下令將進攻英國本土的「海獅作戰」無限期推延，準備向東方的蘇聯進攻，對英國則持續施以戰略轟炸到1941年5月。
不列顛戰役的失敗對戈林的威望是一次打擊，不僅是空軍的實力消耗了許多，戈林的姪子彼得（Peter）也在10月13日陣亡。德國空軍在此戰中暴露了許多嚴重的軍備生產問題，飛機產量時好時壞、長遠的研究與發展計畫被草率取消，後來在蘇德戰爭中更成德國空軍的致命弱點。為解決對英戰爭，除了空中轟炸外，德軍亦進行海上的破交戰，派出巡洋艦與潛艇在海上攻擊同盟國商船。然而因為戈林對德國海軍抱有相當的敵意，在許多方面上採取不合作或幾近妨礙的態度，兩軍種的協調能力很差、也缺乏魚雷轟炸機。對於海軍想建設海軍航空兵的主張，戈林明確地表示：「任何會飛的東西都由我來管！」在1941年2月4日，德國海軍總司令雷德爾對希特勒抱怨英軍轟炸機持續攻擊北部沿海而無受損失，後者因此將第40轟炸機聯隊交給德國海軍指揮。戈林聞訊後極為憤怒，他向海軍潛艇司令的鄧尼茲罵道：「你可以搞清楚一件事，只要我還活著，或說我還沒辭職之前，你們的雷德爾元帥休想得到一支海軍航空兵！」另外還補充道即使是鄧尼茲控制了該單位，他也不會讓其獲得任何長程飛機的補充。正因如此，後來德國海軍在大西洋戰役時，潛艇總是飽受無偵察機可用的困擾。

### 由盛轉衰

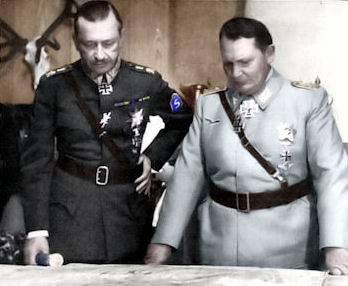
1942年的戈林與芬蘭陸軍元帥古斯塔夫·曼納海姆。

儘管戈林反對侵略蘇聯、多次以拿破崙入侵俄國的故事企圖說服希特勒，但均未奏效，也不敢直接反駁後者，僅私下向手下參謀軍官約瑟夫·卡姆胡伯抱怨。1941年6月22日，納粹德國發動「巴巴羅薩作戰」入侵蘇聯，蘇德戰爭正式爆發。戈林的空軍同樣勢如破竹地攻擊蘇聯空軍，摧毀了大量飛機。戈林在幅員逐漸擴大的德軍佔領地掠奪著蘇聯的資源、榨取烏克蘭的糧食、向希特勒建言將波羅地海地區併入德國（以供狩獵用）、還曾在指揮部說過德國空軍可以轟炸蘇聯城市，好降低斯拉夫人的人口。
1941年9月起，蘇軍抵抗轉為強烈，俄國戰場天氣也開始轉為寒冬。儘管德軍仍克難地往俄國腹地深入，但空軍後方已呈混亂狀態，對開戰時間的估計錯誤使德軍只有各種不適宜的管理計畫來維持當前戰爭之所需（參見納粹德國空軍條目的「疏忽與失敗」章節）。戈林本人也只關心作戰的飛行員、對於地勤人員不放心力，後方作業都丟給了行政能力較差的飛行員處理，其中最為著名者即戈林的一戰老友烏德特。在戰爭逐漸長期化後，身為管理飛機生產的烏德特業務逐漸增多，加之體制凌亂且非其所長，後更成了希特勒和戈林轉嫁對德國空軍不滿的出氣筒，最終心理壓力不戡負荷而於1941年11月17日舉槍自盡，死前還留下「鐵人（戈林的綽號），你拋棄了我」的遺言。
1941年12月，莫斯科前線的德軍遭蘇軍大規模反擊，不得不後撤重整戰線。1942年中，德軍發起以南俄高加索一帶的油田為目標的夏季攻勢。在挺進的過程中，希特勒的目標逐漸自油田轉向伏爾加河畔的城市——史達林格勒，大量投入軍隊去奪戰此城，但1942年11月，德軍第6軍團被蘇軍發動的「天王星作戰」而受到包圍。在希特勒決定第6軍團是要突圍還是固守時，戈林向他保證可由空軍對第6軍團進行每天300噸的空運補給，希特勒因而下令德軍就地固守史達林格勒，但實際上德國空軍根本辦不到補給整支軍團的任務，最好的狀態下一天也才成功投送約120噸的物資。原第6軍團共285,000人的大軍僅剩91,000人存活，軍團長弗里德里希·包路斯元帥於1943年2月上旬率部向蘇軍投降，史達林格勒之戰就此結束，成了二次大戰重大的轉捩點。

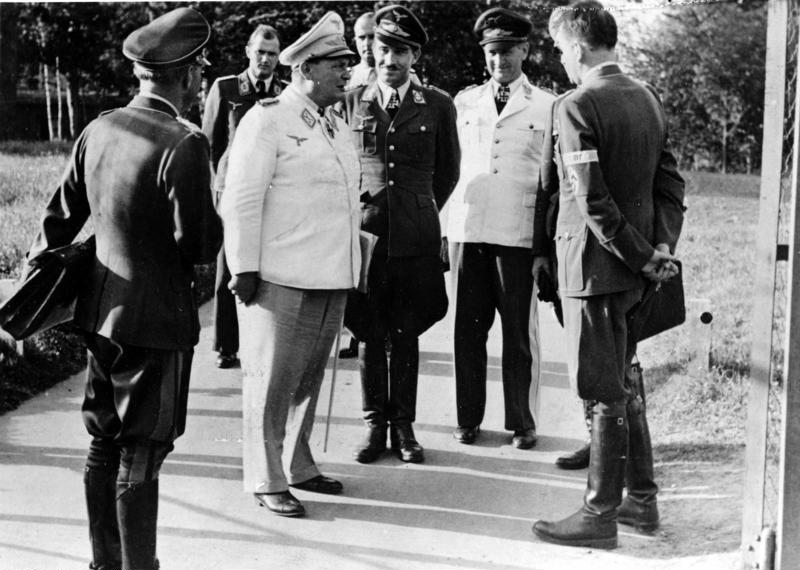
1943年8月的戈林、戰鬥機總監阿道夫·加蘭德（中）、軍備部長阿爾貝特·斯佩爾（最右）和羅澤爾（右二）。

在德軍於東戰場受挫的同時，其他戰區局勢也逐漸傾向盟軍。北非戰場上，埃爾溫·隆美爾元帥的非洲軍部隊深受補給不足之困擾，戈林再度保證運補資源卻又食言，深為隆美爾所痛恨。西線的美國和英國的轟炸機部隊實力也正逐漸增強，開始選擇德國指定目標執行作戰。1942年2月13日，英美聯軍對德國東部城市德勒斯登發動大規模空襲，造成約數十萬人傷亡。5月30日，英美聯軍發起了首次對科隆的千機大轟炸。1943年7月24日，漢堡市遭到毀滅性轟炸。德國空軍不僅無法阻止英美轟炸機將德國一座座城市化為廢墟，還一再損失難以取代和補充的機組人員，同時由於盟軍對德國煉油廠和鐵路通信等地的攻擊，持續削弱了德國戰爭機器的力量，戈林的聲望因而逐漸滑落、飽受德國平民的指責，也與戰鬥機總監阿道夫·加蘭德的關係嚴重惡化。1943年8月18日，戈林的另一位同僚——出任空軍參謀長達四年之久的耶匈尼克將軍自殺身亡，留下「我再也無法與國家元帥共事了！」的遺言。
軍事面外，戈林在政治與權力上也逐漸被邊緣化。自1942年起，阿尔伯特·斯佩尔被希特勒任命為軍備部長，與戈林的職權有所重疊，導致後者權力遭到削弱；1941年獨自飛往英國謀和的德國副元首赫斯的繼任者——馬丁·鮑曼也是戈林政治權力的競爭對手，在戈林處於低潮時常在希特勒耳邊加以中傷，進而影響了希特勒對戈林的評價。儘管戈林仍為四年計畫總負責人和空軍總司令，但希特勒在軍事會議上也不再要戈林出席。由於失去了希特勒的信任，無所事事的戈林開始大多數的時間都待在他數量眾多的私人別墅中，指揮部隊去佔領區掠奪他國財產，或用國庫公款去搜刮美術品，也常以「身體欠佳」為由隱退會議，對於德國逐以惡化的局勢则採取放任與逃避態度。
1945年4月20日，戈林出席了希特勒在柏林舉行的生日會，離別後前往貝希特斯加登，從此他再也未見過希特勒。

### 被捕
1945年4月23日，逃出元首地堡的德國空軍參謀長——卡爾·科勒航空兵上將，帶來了約德爾的口信給人在薩爾茨堡別墅的戈林，表示「元首意志堅決……與盟軍談判的事務宜由戈林進行。」科勒也對其慫恿：「是時候該行動了，國家元帥閣下。」然而，戈林懷疑此口信出自於政治仇敵鮑曼所設的陷阱。戈林因此想先確認希特勒是否同意將指揮權轉讓給自己，於是找來了總理府秘書長漢斯·蘭馬斯，詢問希特勒在1941年6月29日公佈的繼承法有效性。蘭馬斯並沒有給予明確的答覆，迷惑的戈林於是向柏林的元首地堡拍發了下述電報：
我的元首。請問您是否同意我根據您於1941年6月29日的命令，馬上接管國家的全部指揮權，代表您在國內充分自由地採取行動？如果今晚10點半還沒有聽到您的回音，我將認為您已失去行動自由，並認為執行您的命令條件已經具備，我將為國家與人民的最高利益採取行動。您知道在此危急時刻，我對您的感情已非言語所能表達。願上帝保佑您，使您克服一切困難迅速來此。
 — 您忠實的赫爾曼·戈林
接到這封電報的鮑曼煽動希特勒「戈林有叛變的意圖」，後者怒不可遏，下令將戈林逮捕、開除黨籍、關押到別墅裡。另一方面，此時的戈林正與同樣躲到別墅的元首辦公廳主任菲力普·鮑赫勒草擬給美國總統哈里·S·杜魯門、盟軍最高統帥德懷特·艾森豪和英國首相溫斯頓·邱吉爾的親筆信，忙得不可開交。4月23日下午9點，收到鮑曼發出的命令電報後，伯恩哈德·法蘭克親衛隊中校率領贝希特斯加登的親衛隊士兵包圍了戈林一行人所在的別墅，戈林的家人、隨從與部下都被監禁。然而在4月25日，薩爾茨堡受到盟軍空襲，戈林的別墅與貝希特斯加登的設施都被燒毀，故戈林一行人改遷至山腰的防空洞裡避難，親衛隊將戈林與其家人分離，連交談都被禁止。戈林找來法蘭克，希望他能向希特勒傳達自己願遭槍決、請放過他的家人與隨從的要求。戈林向親衛隊表示，貝希特斯加登已不宜久留，不如轉往奧地利的毛特多夫堡（戈林小時候曾在這裡住過教父的城堡），獲准後，戈林家人和隨從們同親衛隊的車隊往毛特多夫堡前進。途中聽到了漢堡電台發布的消息：「赫爾曼·戈林國家元帥心臟病發作，狀況危險，因此他已向元首辭去空軍總司令職務。元首接受其辭職後，任命空軍大將羅伯特·馮·格萊姆為空軍總司令，同時也晉升為空軍元帥。」
4月30日，希特勒自殺，他在遺囑中寫道，戈林被解除職務的同時，也不再具備其接班人資格，改由海軍元帥卡爾·鄧尼茲繼任（職位為聯邦大總統，而非元首），同時也再度痛斥戈林「德國空軍之所以失敗，完全是戈林的責任。」當天，親衛隊司法參謀之一的恩斯特·布勞塞（Ernst Brausse）上校給戈林過目鮑曼的電報，內容寫道「若國家要滅亡，必須立刻處決掉4月23日的叛徒。」戈林憤恨地說道：「又是鮑曼搞的鬼！」。5月1日，身在毛特多夫堡、透過無線電廣播得知希特勒死訊的戈林向埃米說道：「希特勒死了啊……我已經無法告訴他到最後一刻我還是對他忠誠的……」當天，布勞塞打電話給德國南方戰區總司令凱塞林，請示是否該處決戈林。凱塞林建議別這麼做，但也不想就這樣放他走，於是把這問題丟給了鄧尼茲，後者並未回覆。最終，凱塞林於5月6日決定解除了戈林的監禁，將他交給德國空軍。同日，戈林向人在弗倫斯堡的鄧尼茲拍發電報，表示「聽說您要派遣約德爾去和艾森豪談判？比起他，我更能勝任『元帥對元帥』的談判，使德國獲得更有榮譽的和平。」但這通電報被鄧尼茲所無視，戈林沒有收到任何回應。

### 向美軍投降

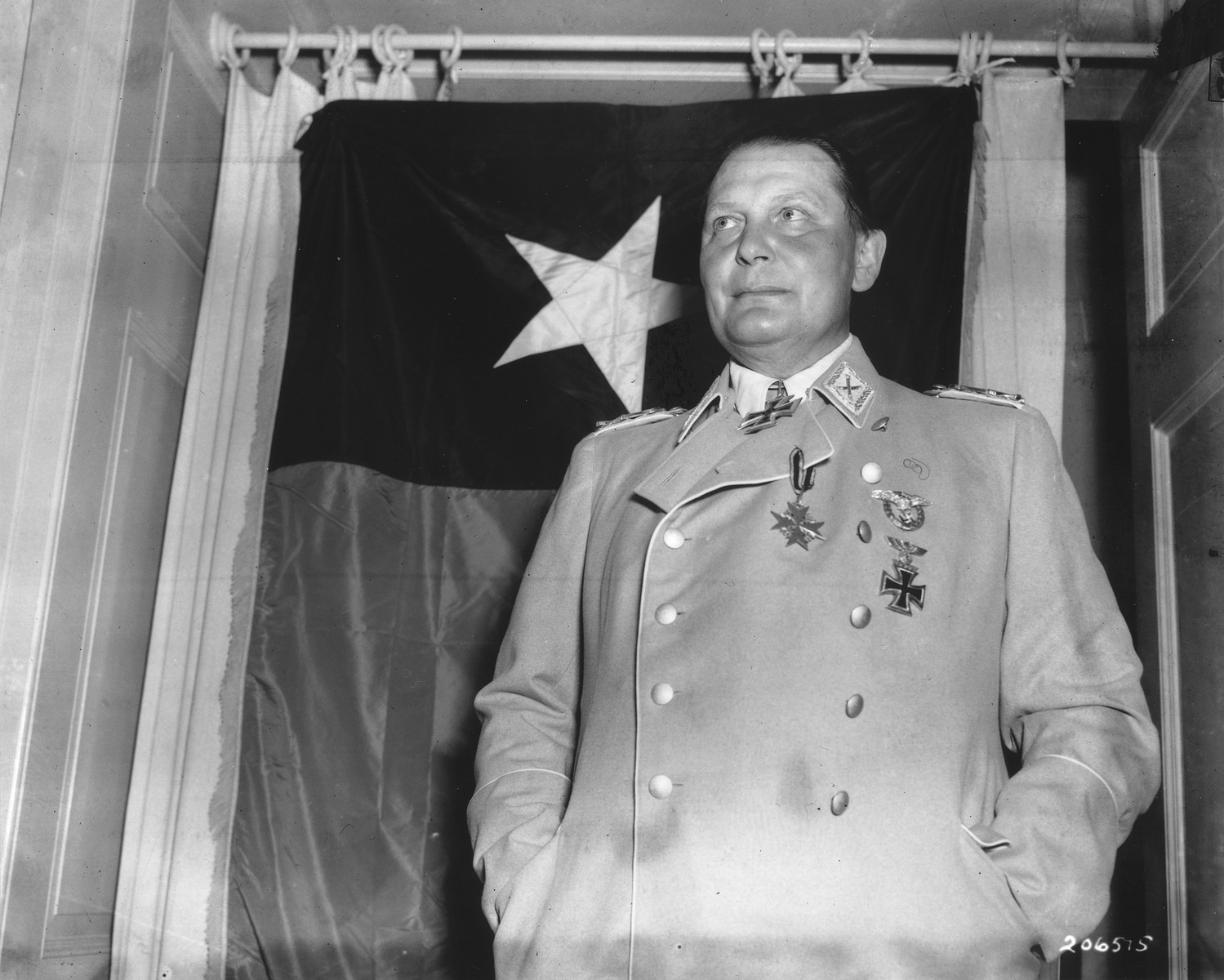
1945年5月9日，向美軍投降被俘的戈林。

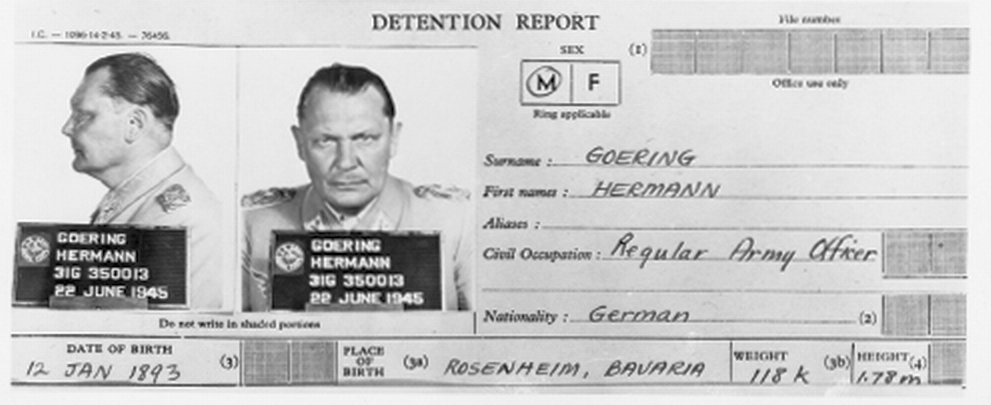
成為俘虜後，美軍為戈林建檔的資料。

雖然未得到鄧尼茲的許可，戈林依然想促成他的元帥會談。5月7日，戈林轉移到滨湖采尔附近的菲施霍恩，派遣空軍上校的副官為美軍的特使，身負要交給艾森豪的戈林會談要求信，以及一封要交給當地的美軍部隊司令，請求後者可以保護自己（戈林）不被親衛隊及蓋世太保所害的信件。但是副官在那裡等了許久都不見美軍的蹤影，不耐煩的戈林便驅車出發去和美軍接觸。不久，美軍抵達了滨湖采尔，於雷德斯塔特附近的山路中找到因為難民而被交通阻塞、動彈不得的戈林，隨即將其逮捕。
起初，美軍給戈林享有VIP般的特別待遇，不僅允許其暫時回滨湖采尔，還可與美軍准將羅伯特·斯塔克（Robert Stack）共享晚宴。隔天，戈林被帶到基茨比厄爾的美軍第7軍團司令部，美軍陸軍航空軍將領卡爾·史帕茲上將前來向他致意，開了香檳酒招待他，為他們在天空的英勇、果敢而乾杯，晚上還為其舉辦歡迎宴會。艾森豪聞訊後大發雷霆，下令對戈林以一般戰俘的身份處置，此後戈林的生活便轉為嚴峻。第7軍團司令部立即向戈林沒收了元帥杖、所有的勳章和鑽石戒指，之後將他送到美國人稱「垃圾箱」的蒙多夫戰俘營。
戈林知道艾森豪的態度冷淡後感到很失望，「元帥會談」已不可能了。美軍已在奧古斯堡對戈林做初步的訊問，一位情報軍官描述戈林：「與謠傳的相反，戈林遠未到精神錯亂的程度，事實上，他應算作一個非常精明的傢伙、一個傑出的演員、老奸巨猾，他總是將自己的想法有所保留，以便日後可以拿來討價還價。」5月21日，戈林被關進盧森堡蒙多夫的公園飯店（Parc Hotel）的一個房間，在那裡過了四個月的時間。之後該地又關進了鄧尼茲、凱特爾、里宾特洛甫、斯佩尔、凱塞林、巴本、沙赫特、羅森堡、尤利烏斯·施特萊歇爾等人。
由於一天內接受長達6小時的盤問、簡素的飲食和禁服嗎啡等因素，戈林的體重一口氣從127公斤，瘦到約91公斤。令戈林自嗎啡中毒中解脫的是美軍精神科醫師——道格拉斯·凱利少校，據後者所言，戈林並非真正嗎啡重度上癮者，只是有服用的習慣，疼痛很容易用溫和的鎮靜劑就消除。在此期間，美國最高法院大法官羅伯特·H·傑克遜為審判含戈林在內的納粹德國黨政軍領袖，迅速制定了溯及法《纽伦堡宪章》，規範了犯罪的定義、法庭結構、訴訟流程、懲罰等。隨後，美國提議在美軍佔領的紐倫堡進行審判，而蘇聯則提議在自軍佔領的柏林進行，最終美國的提議得到英法兩國的支持，以三比一意見決議於紐倫堡開庭。

## 紐倫堡審判

### 開庭前
1945年9月，戈林被轉移到美軍管理的紐倫堡監獄。紐倫堡審判分作「密謀罪」、「破壞和平罪」、「戰爭罪」和「反人道罪」起訴罪名，而戈林在這四方面都被起訴。審判前戈林閱讀了自己的起訴狀抄本後說道：「我不認為這起訴有什麼根據，這場審判裡，比起律師，請的翻譯更重要。」監獄裡的美軍心理分析師古斯塔夫·吉爾伯特上尉和凱利少校要戈林對起訴狀發表下感想，戈林則寫道：「勝利者永遠是法官，敗者永遠是被告」。
吉爾伯特在開庭前給所有被告做了一次美國的「韦克斯勒成人智力檢查」，結果顯示戈林智商為138，與鄧尼茲同為全被告中第三高智能者（第一高的是前經濟部長沙赫特，但考慮到該人的高齡條件，此數值多少有灌水，而第二名則是前荷蘭總督——阿圖爾·賽斯-英夸特）。
戈林的律師由奧托·施塔默博士擔任。

### 檢察官起訴

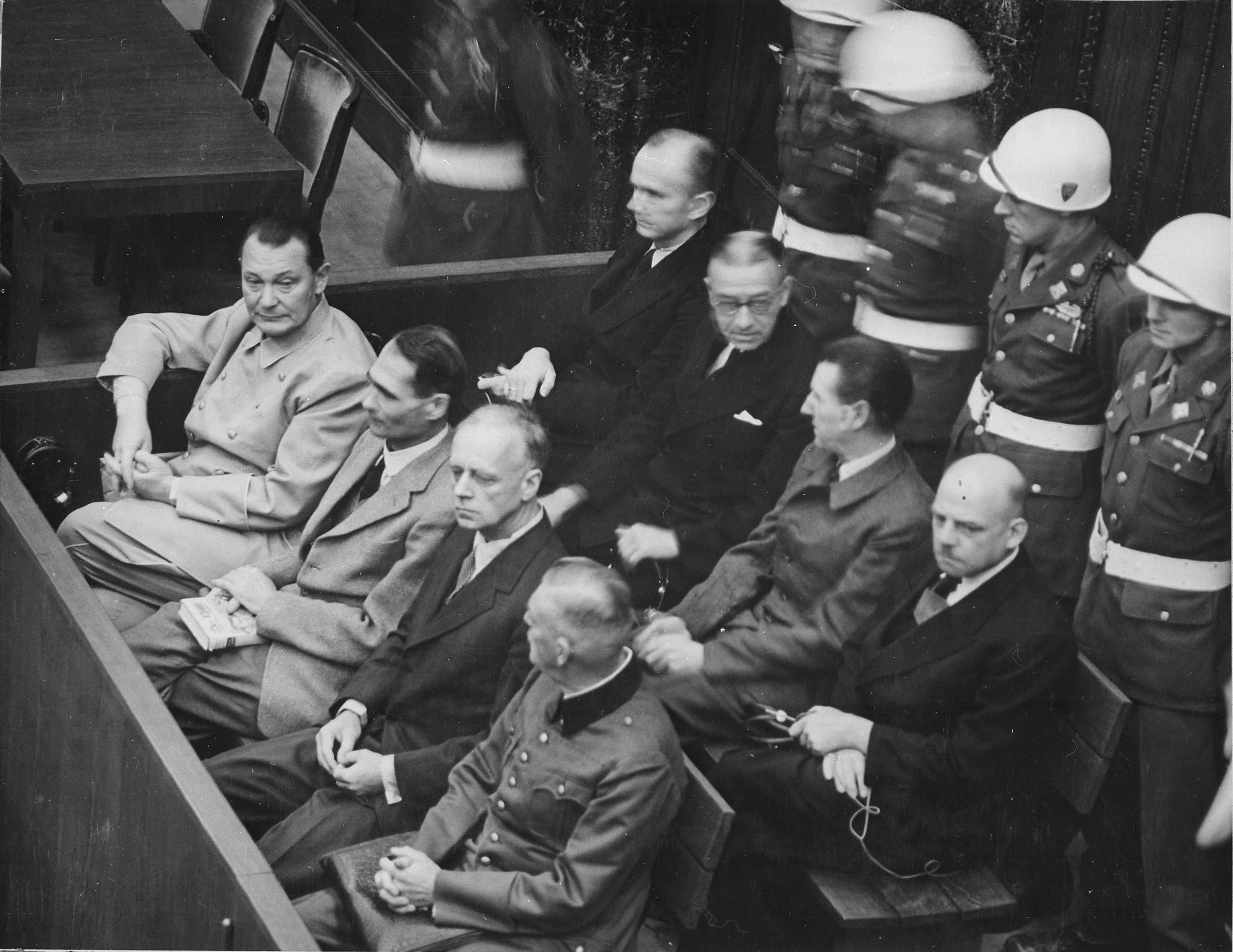
纽伦堡审判中的被告席，前排由左至右分別為戈林、赫斯、里宾特洛甫、凱特爾，后排由左至右則為鄧尼茲、雷德尔、席拉赫、绍克尔

1945年11月20日，紐倫堡審判開庭，法院在決定被告席座位時，決定將戈林排到第一列最左端的一號被告位子，而非希特勒正式繼承人的鄧尼茲坐那個位置。第一天，法院只進行了宣讀起訴狀的程序。11月21日，針對起訴狀的內容，被告開始進行抗辯。戈林說道：「在表示有罪或無罪之前，我有事情想說。」打算馬上進行一場演說，但首席法官杰弗里·劳伦斯爵士將他打斷：「請被告立即回答有罪還是無罪。」戈林的回答是：「就所控內容而言，我宣布本人無罪。」在其他被告都做完抗辯後，戈林逕自走到麥克風前想要說話，而勞倫斯再次把他打斷：「你現在不許在法庭上發言。」
接著就是長達4個月的檢方發言，由美國、英國、法國和蘇聯檢察官宣讀證據文件、告發、觀看紀錄片、傳訊證人等等，在此期間被告不得發言。檢方主張戈林為德國進行侵略戰爭準備、於佔領地進行壓榨、在集中營把犯人用作奴隸、迫害猶太人和奪取其財產，以及對海德里希下達有系統滅絕猶太人的《猶太人最終解決方案》等方面的主謀。11月29日，美國檢察官團播放了茅特豪森－古森集中營的紀錄片，而戈林則是打哈欠、漫不經心的觀看。影片結束時，戈林悶悶不樂，他抱怨道：「在奧地利案子時我們都度過了一段美好的時光（指法院指控德國「入侵」奧地利一事），可是那影片把一切氣氛給毀了」。12月11日，美國檢察官團又播放了一部影片，這次是1944年7月20日刺殺希特勒失敗後，將涉入此案的軍人帶去羅蘭德·弗萊斯勒主持的「人民法庭」的審判過程影片，影片中弗萊斯勒指控被告時咄咄逼人、用尖叫和怒吼對後者羞辱，戈林在被問到看完影片的感想時說道：「那集中營的影片就已經夠糟了，還有什麼更傷我的心嗎？就是弗萊斯勒那張大嘴巴，那傢伙對被告尖叫的樣子令我毛骨悚然，那些被告都是德國將軍，還根本沒有被定罪，我為此覺得羞恥得要死。」

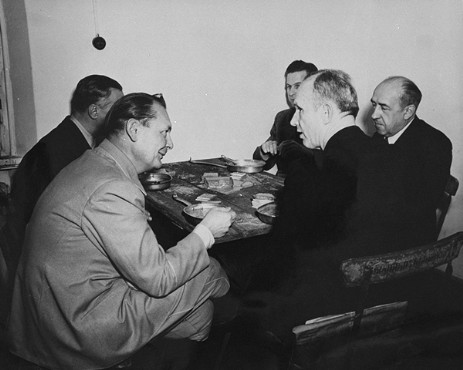
與其他囚犯共同用餐的戈林，由圖片最左側依桌子逆時鐘順序：羅森堡、戈林、鄧尼茲、瓦爾德·芬克、席拉赫。

戈林也對其他被告施加強烈的影響力。被告們以其各自在第三帝國的地位與個性分成了許多個小圈子（除了瘋狂的反猶太主義者尤利烏斯·施特萊歇爾無人想搭理，欲加入任何圈子都被無視），而戈林以其身為僅次於希特勒的納粹二號人物身份，自認為所有被告的領導人，他給予每個人被告許多建議，並試圖組成一個擁護納粹與希特勒的統一戰線。
不過，其中一名被告——前軍火部長阿尔伯特·斯佩尔對戈林的戰略不表認同，他已決定承認自己在希特勒和納粹上相關的罪行。1946年1月3日，斯佩爾的律師以證人的身份傳喚了黨衛隊保安處國內情報組組長奧托·奧倫多夫少將，在對後者的提問中，暴露了斯佩爾曾有暗殺希特勒的企圖。戈林因此被激怒，休庭後他跑到斯佩爾面前罵道：「為什麼要把這種逆賊的事情講出來！？我們的統一戰線都被你打亂了！」但斯佩爾很冷靜地將戈林推開離去，後者隨即被衛兵架住逐回。
此後斯佩爾和戈林（還有納粹和希特勒）訣別。斯佩爾告訴吉爾伯特，戈林在與其他被告一起用餐時會威脅他人，提議將戈林隔離。吉爾伯特向典獄長布爾頓·C·安德魯斯上校報告此事，後者因而命令戈林在2月18日只得自己一人用餐。

### 被告方辯論

#### 辯方質問

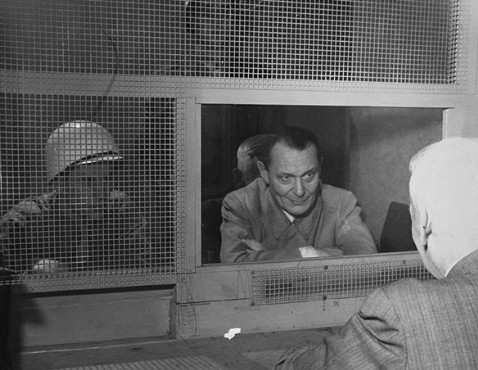
戈林與奧托·施塔默律師談話。

1946年3月8日，法庭開始了戈林律師的辯護，而到了3月13日，戈林本人到發言台開始為自己辯護，這一天是紐倫堡審判的一個高潮。
首先，以施塔默質問戈林的方式開始，剛開始戈林聲音有些緊張、手也在顫抖，但在約10分鐘後，戈林的講話已回復正常，開始流利地講述納粹黨的歷史、希特勒的形象、在相同立場裡得到的經歷與經驗等等，其聲音宏亮、內容鉅細靡遺。戈林的演說長達20分鐘之久，並獲得了在場的人的敬佩。當法庭退庭時，鄧尼茲向斯佩爾說道：「你看，連法官都被感動了。」後者也表示這是一場「好的演說」。《紐約客》雜誌記者對戈林評價道：「在這個人才平庸的歷史時期，（戈林擁有）這一時期最睿智明達的一個頭腦。」但該人同時也表示戈林「聰明睿智，卻無良知」。
3月14日，戈林發表演說，欲使「領袖原則」正當化：「直到現在，我仍是積極支持著領袖原則。別忘了，各國政治結構的起源與發展迥異，在某國可行的政治制度，並不適用於另一國。德國數世紀以來都是君主制、走在領袖原則之下。因此我必須——特別是集中所有的力量、排除一切困難，使領袖原則成為德國唯一的正道。」「領袖原則並非納粹黨特有的產物，天主教教會和蘇聯政府都建立在與此相同的基礎上。」同日，戈林宣佈反猶太法——《紐倫堡法》是在其身為國會議長時公佈的，他說道：「這道法案的發布、施行、獲得元首的命令等等，我全部承擔其責任。上面還有著我的簽名，是我發布的，我有責任，我不會以此逃避自元首那裡獲得的命令。」表示其承擔全責。另一方面，戈林還主張反猶太法案的制定，是因為猶太人在德國社會中具有相當的影響力、財力和權力，必須加以限制。蓋世太保方面，戈林主張至少在自己指揮的任期中，其若犯了出格的行為，都有施以處罰。
3月15日，戈林還主張1940年進攻荷蘭時，德國空軍轟炸鹿特丹一事純屬意外，而從佔領地大量蒐羅藝術品，是為了「在戰後或我認為某個適當的時候，創辦一座美術館，向德國人民展示這些藝術珍品。」在提到戰爭中必須遵守交戰規定、德國是否與同盟國採取不同的行動時，戈林答道：「《日内瓦公约》與《海牙公约》早已被現代戰爭所徹底踐踏，在這裡我要引述我們最大、最強以及最重要的敵人——英國首相溫斯頓·邱吉爾的一句話：『在真正的死鬥中，法律是不存在的』。」聽到這裡，勞倫斯爵士宣布休庭。之後，法庭向英國政府發電查詢，邱吉爾在何時何地說過這句話。英國外交部回應，邱吉爾曾在1940年擔任海軍大臣時說過：「在死鬥裡，若侵略者將人道完全踐踏，而抵抗方卻要因為早已被破壞的條約而被束縛著，那正義將不復存在。」儘管戈林在引言上有部份錯誤，但其情緒甚為接近。
辯方質問至此結束，週末時要開始進行檢方詰問程序，由戈林與檢察官直接交鋒。

#### 檢方詰問

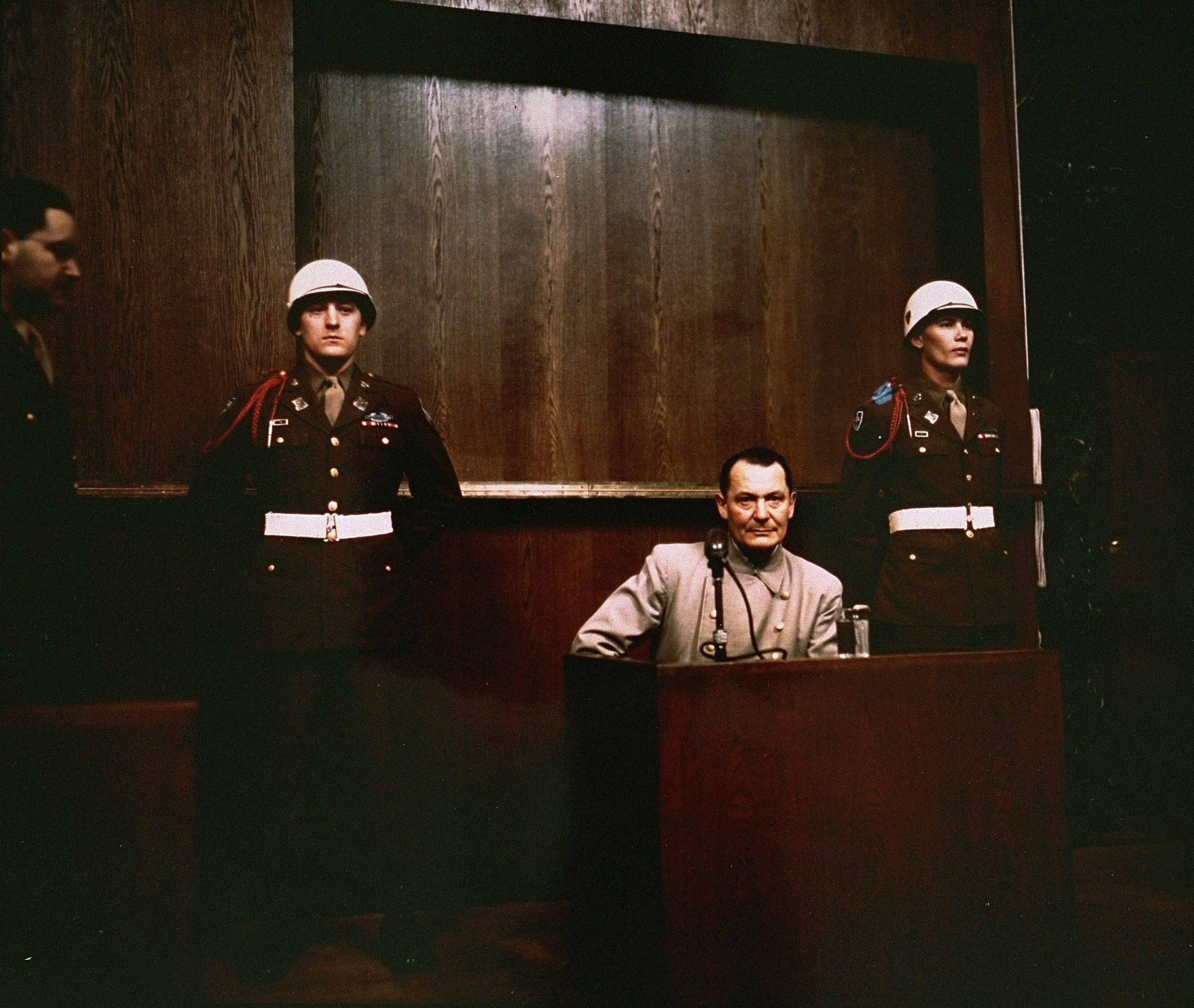
檢方盤詰時的戈林。

3月18日上午，其餘被告的律師上前向戈林詢問如何使自己的被告脫罪的問題，而戈林表示準備承擔所有一切責任。3月18日下午至3月22日，由檢方進行盤問。
首先由美方首席检察官傑克遜開始提問，納粹黨圖謀推翻威瑪共和國的民主主義是否為真？戈林則再次強調德國沒有無用的民主主義，只有以領袖原則為基礎的政體。傑克遜接著以侵略蘇聯的相關問題來對付戈林，卻適得其反，讓後者有力地證明自己並非侵蘇戰略的支持者。接著，傑克遜向戈林質問關於後者計畫「解放萊茵蘭」違反了《凡爾賽條約》的問題，而戈林糾正了傑克遜手中的那份計畫，表示事實上不是「萊茵蘭」，而是「萊茵河」，不是「解放」，而是在戰時動員時清除河道上航行的障礙物，結果戈林是正確的。但傑克遜認為這是將萊茵蘭重新武裝計畫的一部分，他追問「之所以要對外國保密，是不是就是因為此計畫具侵略性質呢？」，而戈林則反唇相譏：「我可不記得在報刊上看過美國公佈自己的動員計畫！」傑克遜受此一反擊而亂了方寸。但到了隔天，傑克遜針對猶太人遭到迫害與掠奪藝術品、糧食、資源等問題盤詰戈林時，反變成後者招架不住的窘境。
至於問到了海德里希的命令書——《猶太人最終解決方案》時，戈林主張不是「最終解決」而是「全面解決」，不是要把猶太人都滅絕，而是要把他們從東歐轉移出去，否定了猶太人滅絕計畫的存在和自己從中扮演的角色。在這之後，傑克遜指控德國空軍空襲華沙時轟炸了美國大使館，並拿出了一張「由德國空軍拍攝」的照片來當作證據，不過卻被在一次大戰有豐富航空攝影經驗的戈林指出，此照不像是在飛機上拍攝，倒像是在高塔上拍攝的作品，而且這張照片背面沒有日期、沒有地點、沒有身分證明、沒有鑒定，根本不配作為法庭上的證據。傑克遜接著又轉問德國將被擊落的盟軍飛行員處決的問題，但其語調無力而單調。最終，傑克遜與戈林的交鋒在不甚重要的簽名真偽爭論上結束。法庭上的人都認為，傑克遜的盤詰欠缺技巧，戈林因而得到了相當大的反駁機會，且戈林聽得懂英語，而傑克遜卻不懂德語、必須仰賴翻譯，戈林即能利用這時間差仔細盤算如何應對、慎重地給出答案。加上傑克遜雖然對德國歷史學而有成，卻缺乏許多細部的知識，常被戈林揪出指正。總結下來，傑克遜無法決定性地盤詰戈林，反常被其駁倒，還曾情緒失控地摔耳機，衝口說他應付不了戈林，使法庭不得不休庭。
3月20日，由英國首席检察官戴维·马克斯韦尔·法伊夫伯爵出庭盤問。法伊夫提問速度極快，快得戈林的翻譯跟不上，常在戈林剛回答完問題後立刻丟出下一道問題，庭長必須提醒法伊夫放慢速度，但這樣的盤詰方式卻顯得十分有效。為對抗法伊夫，戈林召來了證人達勒魯斯，但後者卻在法伊夫巧妙的反問下供出了對戈林不利的證言，從而使其受到決定性的打擊，達勒魯斯表示戈林為了實踐和平而撒了謊、達勒魯斯前往柏林總統官邸時看到希特勒的言行像個瘋子，以及戈林曾因為毒品中毒而表現出極為興奮的模樣等等，法伊夫此舉使法庭產生了戈林為和平奔波並非出自其意，而是另有目的的印象。戈林為重整對他有利的情勢，聲稱達勒魯斯的主張不過是完全主觀的印象，完全加以否定。
接著，法伊夫就西里西亞-扎甘一處的德國空軍戰俘營在1944年3月14日有76名英國空軍戰俘逃脫，後來有50人被蓋世太保引渡抓回槍決一事（這個事件後來拍成了美國電影《大逃亡》而頗有知名度）質問戈林，對戈林給予相當有效的打擊。接著再以猶太人屠殺問題質問戈林的證人，更是給予其致命的一擊：

法伊夫：身為納粹第二把交椅的你，竟然說對集中營一無所知，對於此事你能夠在庭上發誓嗎？
戈林：在我不對集中營直接負責後，我不知道集中營裏發生了什麼，更不曉得用了什麼樣的方式運作。
法伊夫：想想本庭提供的證據吧，有四百萬猶太人死於集中營。你是還記得那個被提出的證據嗎？
戈林：我曾經在此陳述過，但我認為還未被證實。想起來，這個數字……
法伊夫：就算這數字只有50％的精準度，那也還有200萬人，像你這樣有權力的高官還對集中營的事完全不知道嗎？
戈林：正是如此。那些事情也會對我保密，而且我想補充一點，我認為即使是元首都不知道事情發展的程度。這也說明，希姆萊對這些事是絕對保守秘密的。他在這方面從來沒有向我們提供過數字或其他什麼情況。
法伊夫：我不問那些事，只問關於400到500萬被殺戮的事實。據你所說，除了希姆萊和卡爾滕布倫納外，德國的權力者都對此渾然不知囉？
戈林：我不是說過，連元首都不知道嗎？這就是我的意見。
法伊夫：你該聽聽希特勒曾發表過的一次言論。希特勒與匈牙利攝政王霍爾蒂曾講過，猶太人是要將他們加以滅絕好呢，還是把他們趕到集中營？里賓特洛甫也說過這種話。希特勒在1943年4月還曾表示猶太人不是去作奴工，就是把他們槍斃掉。對此你還要堅稱說，希特勒與你不知道猶太人的滅絕行動嗎？
戈林：那法庭紀錄有誤，要修正……
法伊夫：你只要針對我的問題回答就行了。希特勒和你，都不知道猶太人滅絕政策嗎？
戈林：就希特勒來說，我說過，我不相信他了解此事；至於我，我也說過我不知情，連這事大概達到什麼程度我都不瞭解。
法伊夫：也許您在某種程度上是不知道的，但是您應該知道有這麼一項旨在滅絕猶太人的政策？
戈林：不，我只知道有關於猶太人的移民政策，但不知道滅絕一事。我只知道，這方面的個例裡出現了違法行為。
在確認了戈林的回應令全法庭都聽到後，法伊夫說了聲「非常感謝」，將知道「移民」一事的破綻揪出，該人的質問至此結束。
在這之後，由蘇聯總檢察官罗曼·鲁坚科中將開始進行盤詰。鲁坚科的質問欠缺條理，戈林從容應付之。鲁坚科說道：「請回答我的質問，對這些事明瞭是你的義務」，戈林則回應：「姑且不論我到底知不知道，但你怎麼能硬性的說這是我的義務？」接著鲁坚科問道：「幾百萬德國人都知道所犯下的那些罪行，而你卻一點兒也不知道？」戈林反而對他指出：「但是也有幾百萬德國人一點兒都不知道。你那是一種根本沒有得到證實的說法。」最後，由法國總檢察官奥古斯特·尚普捷·德·里布對戈林進行盤詰，不過他也和鲁坚科一樣，無法提出有力的問題。就這樣，檢方盤詰階段結束了。

### 判決
1946年8月31日，審理結束後，被告可於本日做出最後答辯。戈林提出了兩個陳述，一個是關於屠殺，一個是關於他本人與戰爭、人種迫害、征服與榨取等的事情。
到今天為止，我不僅不曾殺人，更不曾發下殘虐行為的命令。如果我曾經有過阻止的權限及情報，我絕不允許這類事情的發生。對於我指示海德里希進行猶太人虐殺行動的主張，沒有任何的證據。
 — 關於屠殺的陳述
我本來就不希望發生戰爭，為了阻止戰爭我已透過外交手談判盡了全力。但戰爭爆發後，就拿出了全力以確保勝利。鉴于地球上最强大的三个国家同其他国家一起反对我们，我们终于被拥有巨大优势的敌人征服。對於我自己所做的事不想逃避，但我要極力地否定，我曾經於戰爭中欲使外國人服從，或者殺戮他們，甚至幹過所謂的殘虐行為。引導我的唯一動機是我對國民的熱愛，以及一心一意要圖謀國民的幸福與自由，關於這一點，但願神與德國國民作為我的證人。
 — 關於戰爭的陳述
1946年9月30日，法庭宣布判決，首席法官勞倫斯宣布如下：
戈林一案沒有任何酌情餘地。戈林總是……不，絕多數情況下是僅次於元首的權力者，他既是政治上和軍事上的領導人，更是侵略戰爭的統帥。他為強迫奴隸勞動計畫的監督者，也是對德國內外的猶太人以及其他人種進行虐待的主謀。他公開承認了這些罪狀，在某些特定的情況裡，儘管證詞有些出入，但從全面來看，單就其所承認之事實已得以確定其罪。該人罪狀極其重大、無人可比。此人根據法庭記錄的資料，已沒有辯護的餘地。在此，法庭認為該人被起訴的四項原因皆為有罪。
戈林聽到判決後面無表情。在對所有被告的判決都宣讀完後，後者一度各自回到了牢房。下午，被告再各自被帶去接受量刑判決，戈林為第一位傳喚被告。勞倫斯叫上了「赫爾曼·威廉·戈林」的名字，在即將要宣布判決時，戈林比了個手勢，表示他的耳機發不出聲，技師上前去維修恢復後，使宣布過程被打斷。隨後，勞倫斯宣布：「赫爾曼·威廉·戈林。基於你在接受的起訴書上的訴因，國際軍事法庭在此宣布你將受絞刑」。聽到判決後的戈林慢慢地取下了耳機，一言不發地走出了法庭。聽取被告在接受判決後反應的吉爾伯特，對於戈林的情況有如下描述：「（他）假裝保持著鎮定，但其中一隻手卻不停地顫動著。他的眼眶溼潤、拼命壓抑激動的情緒、不停地喘息著。他要求讓自己一個人靜靜。」

## 自殺

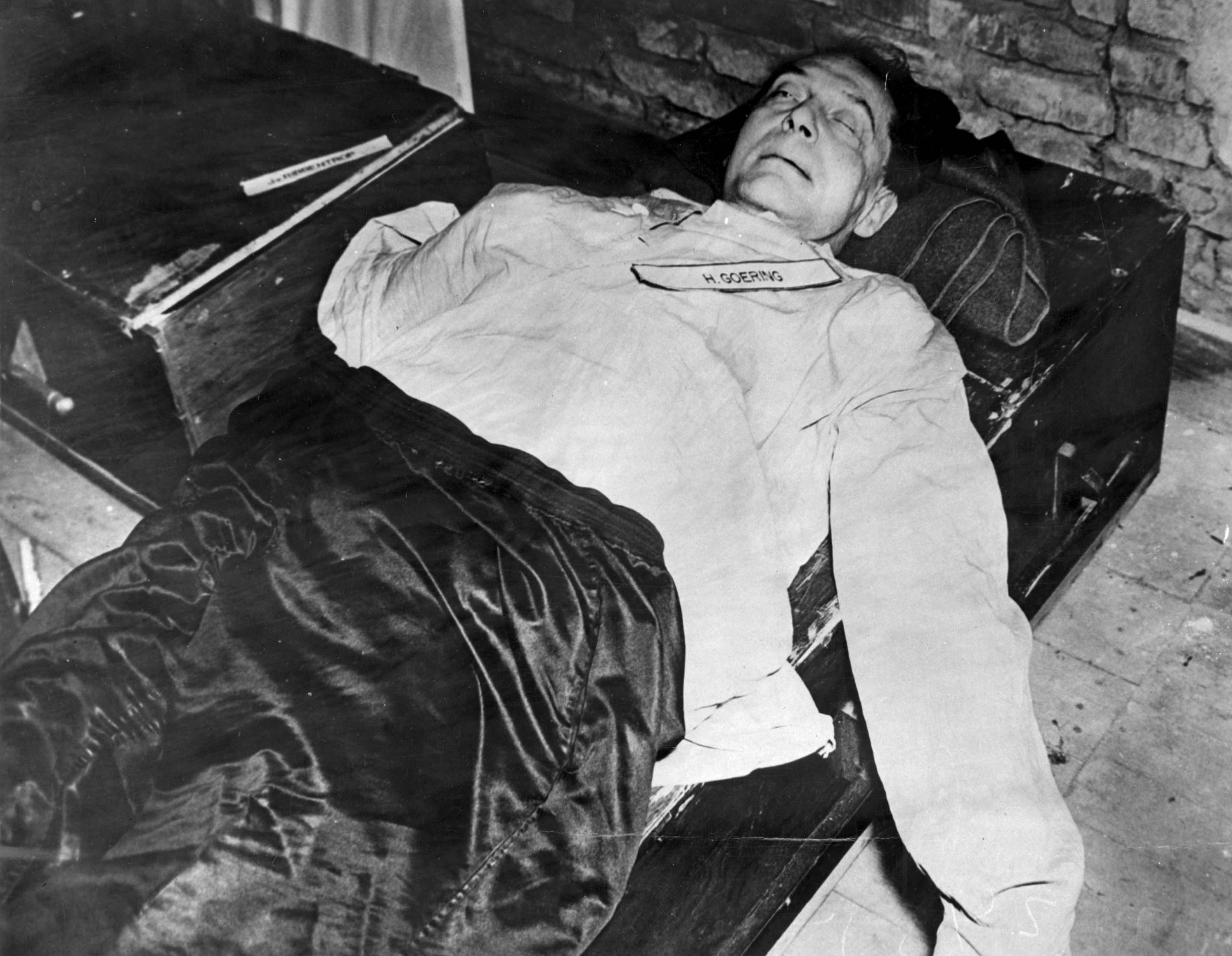
戈林自殺後的遺體。

施塔默律師問戈林是否要提出減刑的請求，但受到戈林的拒絕。判決宣佈後隔天——10月1日，戈林提出請願書，要求將絞刑換作槍決，他向吉爾伯特說道：「我是一名軍人，一生都以軍人的身份度過，我寧願被其他軍人的子彈射倒。因此，能否以敵人組成的行刑槍隊來處死我？這絕非一個無理的要求。」然而戈林的請求不被受理。
1946年10月7日，戈林與妻子埃米見了最後一次面，他首先問後者，埃達是否聽到判決的事？埃米點了點頭。戈林告訴埃米：「我希望埃達的人生不要太過艱難。假如我能夠保護妳，死亡對我來說也會成了拯救。你想讓我更憐憫你嗎？」埃米答道：「不，赫爾曼，你在紐倫堡已經為你的戰友和國家竭盡了全力，我一直認為你為了德國戰鬥到了最後一刻。」戈林應道：「真是太抬舉我了」，並表示「你可以相信一件事，他們不會絞死我的。」
1946年10月15日午後9時30分，含戈林在內的紐倫堡犯人就寢。下午10點44分左右，戈林握了拳、將手臂抬到與臉同高處、做了個像是要遮臉的動作，三分鐘後，戈林開始發出類似呼吸困難的聲音，監視戈林單人牢房的美軍上等兵呼叫他的下士上司：「戈林牢房發生了緊急狀況」，在醫生抵達現場時，戈林已經斷氣，他以氰化鉀膠囊服毒自殺。在戈林裹上的毛毯和其肚子中間有內藏遺書的信封袋，共有給典獄長安德魯斯、盟軍管制委員會、妻子埃米和格雷克牧師的四封遺書。
致典獄長：
打從成為階下囚那天起，我就一直隨身攜帶著毒藥膠囊。我被押送至蒙多夫監獄時，身上共有三粒膠囊，第一粒我留在衣服裡，讓你們搜身時發現它。第二粒，我更衣時把它藏在衣架下面，穿衣時把它帶在身上。不論是在蒙多夫監獄還是在這間小牢房裡，我都把這粒藥丸藏得很隱密，所以儘管常有嚴密搜查，還是沒有被發現。開庭期間我把它藏在身上或是我的高統靴裡。第三粒膠囊如今藏在我小皮箱的護膚霜裡。在蒙多夫監獄時，我有兩次機會可在必要時用上這粒膠囊，這不能歸咎搜查人員，因為要發現膠囊實在不可能，若真的發現也必定是偶然吧。

再啟：吉爾伯特醫生告訴我，軍管委員會已駁回改執行槍決的請願。
 — 致典獄長布爾頓·C·安德魯斯上校的遺書
致盟軍管制委員會：
我本對你們槍斃我不存異議，然而想要將一位德國國家元帥施以絞刑是不可能的！為了德意志著想我不會允許這麼做。除此之外，我在道德上沒有義務要服從敵人的判決，也因此，我選擇和偉大的漢尼拔將軍同樣的自盡方式。
 — 致盟軍管制委員會的遺書
我唯一的愛妻，在認真考慮、和上帝誠心祈禱後，為了不給敵人以毒辣的手段處死我的機會，我決定自盡。（中略）在和妳揮手道別時就是我人生結束了，從那之後我的心難以置信的平靜，認為死亡是最後的解脫。（中略）我無時無刻不在想念著妳和埃達，我心臟最後一次的跳動將標誌著我們偉大和永恆的愛。
 — 致妻子埃米的遺書
而給格雷克牧師的信則是非常短，該人為請來給監獄囚犯祈禱的牧師。戈林寫道他最終選擇自殺、背叛了牧師、請求他的原諒，但「基於政治上的理由，又不得不這麼做。」
安德魯斯上校趕來查看戈林的遺體後，立即通報了同盟國委員會，接著美英法蘇的委員都抵達了現場。突然蘇聯代表在戈林的屍體臉上打了一記巴掌，其他委員叫道：「這是在幹什麼？」蘇聯委員回應：「我認為他在裝死，現在確定他真的是死了。」四國的委員商討對策，一度還想隱瞞自殺的事實，向目擊者謊稱戈林暈倒了，將屍體弄到絞刑台上行刑，然而因為已有相當數量的人知道戈林自殺了，消息走漏的可能性相當高，這會使得紐倫堡審判的可信度受到質疑，最終決定終止此方案。四國委員同意組成戈林自殺調查委員會，而其他的死刑犯則依照預定行刑，安德魯斯則對外發表戈林自殺、其他犯人繼續行刑的消息。後來調查委員會得出結論，認為戈林的氰化鉀入手管道與其遺書的說法屬實。
戈林究竟是從何種管道取得毒藥一直是個謎，直到2005年2月7日，當時僅19歲、擔任監獄看守的美國陸軍第1師士兵——赫伯特·李·史蒂福斯（Herbert Lee Stivers）向《洛杉磯時報》供稱自己將毒藥帶入，該人說明：「當時他與一位德國女郎約會，並碰到另外兩位德國男人，他們說戈林身體不好，並給了一支鋼筆，鋼筆裡有一顆藥，可以給戈林服用」就這樣毒藥轉交到了戈林手中，而這位前美軍士兵則因為擔憂被嚴懲而長時間保持沉默。
戈林的自殺對同盟國來說是一大打擊。當天各國的新聞版面標題寫道：「正義並未勝利，戈林騙到了絞刑執行者」。根據當時的《纽约时报》報導，戈林的自殺在德國也獲得了很高的評價，寫道：「戈林死時的戲劇性姿態似乎幫助了這些德國人忘記他的罪行。本應掌握在民主國家手中的武器，忽然變成了德國民族主義者的武器。」另外，由於戈林生前曾多次表示蘇聯和西方國家的結合不過是戰時強迫的利益結合，註定是要失敗的，這使得蘇聯官員猜測戈林的自殺可能是美國讓其在羞恥中挽回名聲與榮譽。
戈林以及被處死的10人，共11人的屍體由美軍進行拍攝（正面、左側、右側、全裸共四張照片）。拍完後，將11具屍體放入木箱中，搬上卡車運至慕尼黑進行火葬。骨灰灑到伊薩爾河的支流孔文茨河（Conwentzbach）中。

## 個人

### 性格
戈林的個性十分複雜，在多種場合以不同的面貌示於人前，軍史學者馬修·庫珀（Matthew Cooper）對戈林的評價即詮釋了這點：「戈林這個人有如一個謎，他身上有著許多英雄和惡棍的本質，是一位融合諸多矛盾的人物，他既懶散又充滿衝勁、既清楚現實又懷著浪漫之情、既殘忍又和藹可親、既怯懦又勇敢、既文雅又粗魯、同時有著精明、自負、幽默、冷酷等諸多特質，令人揶揄與厭惡。」
戈林時常因其看似愚蠢乃至狂妄的言行而為人所低估，但實際上戈林也在許多事務上做的很好，美國傳記作家何伊特認為戈林是一位組織天才型的政客，他寫道：「從最初的衝鋒隊訓練起，憑著他（戈林）公眾良好關係的能力網羅了工業界巨頭、民航界精英的米爾希與魯登道夫支持納粹黨、擔任希特勒的外交特使、策劃德奧合併和控制德國國內的大小經濟環節等等……戈林實在太忙了。」作家羅傑·曼維爾也寫道：「儘管戈林在表面上看起來奢華無度、古怪荒誕、妄想自大到有時候甚至像個小丑，但實際上他能幹又機敏狡猾。他的缺點在二戰期間影響深遠，也是最終導致德國戰敗的原因之一。」
二次大戰之初，戈林還將戰爭視作中世紀式的「騎士道」對決，他曾試探性地問過戰鬥機總監加蘭特：「如果我要你對從戰鬥機跳傘降落中的飛行員開槍，你會怎麼做？」加蘭特道：「報告國家元帥，我認為這是謀殺，我不會執行此命令，也會盡可能阻止這條命令傳到下面單位去。」而戈林對這答案非常高興。另一次，英軍著名的空戰英雄道格拉斯·巴德被德國空軍擊落而成了戰俘，巴德沒有雙腳，他請求加蘭特能否聯絡英方送來義肢，而加蘭特便向戈林請示，後者高興地答道：「我們當然會幫助他，加蘭特，就像第一次世界大戰一樣，我們一直是這麼做的！」
儘管戰爭期間戈林領導德國空軍失敗，到了後期只過著吸食毒品、掠奪他國藝術品的奢侈生活，但戰爭結束後，戒除毒癮的戈林恢復了戰前思路敏捷、精明能幹的頭腦，在面對盟國檢察官質問時，若情況有利於他即坦承以對、博取同情，不利時則閃爍其詞，往往檢察官的問題才剛說出口，戈林就察覺到其意圖，藉由利用他資料豐富的優勢，導致檢方的盤問一直毫無進展。英國紐倫堡主審法官諾曼·伯基特即針對戈林的個性與人格做出了評量：「戈林溫文爾雅、精明幹練、足智多謀，他很快就能看清狀況，因而自信心越來越強，手段也越來越高明。……戈林實實在在地主宰了整個訴訟的過程，而了不起的是，他在走上證人席之前根本沒有公開講過一句話，這本身就是一項了不起的成就。……顯而易見，被告席上坐著一個也許具有邪惡本質，卻十分出眾的梟雄。」

### 種族觀點

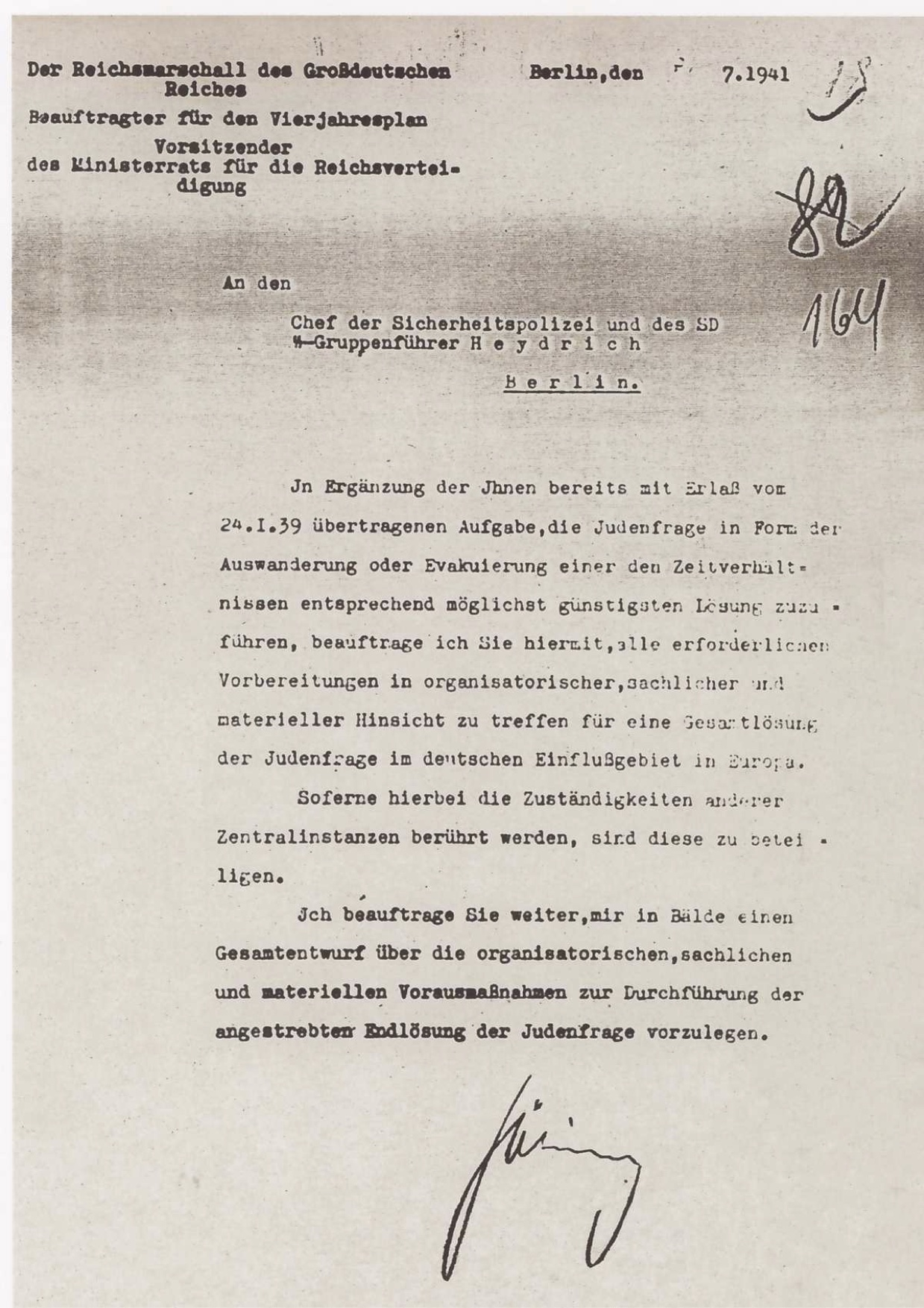
戈林於1941年7月寫給海德里希的命令，以曖昧的口吻要求其將猶太人趕出德國。

戈林被認為是極少數沒有對猶太人抱持種族歧視觀點的納粹高級官員，他從小對猶太人就沒有什麼偏見，甚至私下對第二任妻子埃米承認猶太人比較精明。很多情況中可以看出戈林對猶太人的包容程度，如拯救啤酒館政變失敗後幫助自己的巴林猶太夫婦和在空軍中包庇猶太軍官，他的得力助手——赫尔穆特·维尔贝格和米爾希兩人皆為二分之一血統的猶太人，他還親自幫米爾希偽造血統證明書，成為「正統亞利安人」，後來戈林還說過一句話：「在空軍中，由我來決定誰是猶太人。」另外，從私人關係來看，戈林長久以來一直否定種族問題的存在，還曾認為猶太人的公司可以資助納粹，在納粹取得權力的前期，戈林在反猶主義的會議中還常以「緊急公務」為由開溜。

1935年的《紐倫堡法》通過後，戈林對納粹政府的種族政策不再裝作視而不見了，但儘管如此，當埃米向他要求以其權力從蓋世太保處保釋某位猶太朋友時，他還是幫了忙，這還讓他有過猶太人密友和自由主義份子的好名聲。不過需要注意的是，戈林並未真正關心猶太人的福利與安全，他更注重的是掠奪猶太人的財產，而且也沒有任何跡象顯示戈林曾質疑希特勒的猶太人觀點或作法。1938年11月10日，納粹政府在宣傳部長戈培爾的指揮下，煽動德國人為巴黎的德國大使館職員被猶太青年刺殺一事報仇，發動了後人稱作「水晶之夜」的大規模猶太人迫害行動。戈林聞訊後倉促於12日召開緊急會議檢視局勢，並在會中大發雷霆，怒斥許多有價值的東西都被燒毀了，使德國保險公司原本就已高築的債務又更加攀升，「簡直要把人逼瘋了！」他還以嘲諷的口吻指責出席會議的海德里希：「我倒希望你殺了兩百個猶太人，而不是毀了那麼多財產。」後來1939年1月，戈林根據本次會議的結論成立了「猶太移民辦事處」，交由海德里希指揮。1941年時，戈林更是下令海德里希解決「猶太人問題」：
為補充1939年1月24日交派給你的任務，亦即根據現況以最佳方式進行移民和疏散來解決猶太人問題，本人茲在此指示你，就組織、財務及物資等事項做好一切必要準備，以便徹底解決德國勢力範圍內歐洲猶太人問題……本人更責成你儘速成交一份整體計畫，列出執行最後解決猶太人問題所必須的組織和行動評估。
儘管命令中並未寫到使用屠殺的手段、戈林在紐倫堡審判中表示對集中營事務完全不知，但不為紐倫堡的法官所接受，美國檢察長傑克遜表示：「戈林帶頭侵害猶太人，迫使他們逃離德國，流往異鄉……親手簽發二十幾份迫害猶太人的政令，卻從未懷疑過有消滅猶太人的計畫。」
至於斯拉夫人，戈林對他們的手段則相當殘忍，他曾授權給親衛隊領袖希姆萊進行波蘭的「德國化」政策，令波蘭人被奴役進行強制勞動、強制遷移到屠殺，這些命令文件上都可見到戈林的簽名。在發動侵蘇戰爭前，他曾於1941年5月2日向幕僚說道：「戰爭進入第三年時，我們的軍糧必定完全取自於蘇聯，這場仗才可能繼續打得下去。而無疑的，如果我們的所需都來自當地，則數百萬人必將餓死。」同年11月，戈林向義大利外交部長加莱阿佐·齐亚诺半開玩笑地說道：「……另一方面，我們也不能為了希臘人挨餓而過度擔心，別的民族也會受到同樣的不幸。在蘇聯戰俘營中，戰俘把能吃的都吃了，包括皮靴的鞋底，之後他們開始吃自己人，更要命的是，竟然還把一位德國士兵吃了。今年內，蘇聯會有兩千萬到三千萬人死於飢餓。或許這樣也好，反正有些國家本來就會餓死一大半的人。如果本來不會餓死的卻餓死了，我們也無能為力。顯而易見，如果人類註定要餓死的話，你我兩個民族會排在最後。」在1941年尾，德軍俘虜了約400萬的蘇聯戰俘，其中有三分之二因希特勒的政策而遭到餓死的命運，剩下的三分之一中也只有約40萬人能送到德國後方充作生產軍火的奴工，戈林儘管知道德國軍火業有著勞動力不足的問題，但對於希特勒謀殺數百萬俄軍戰俘時也並未阻止，也因此他被認為在此事上必須負大部分的責任。

### 奢華的生活

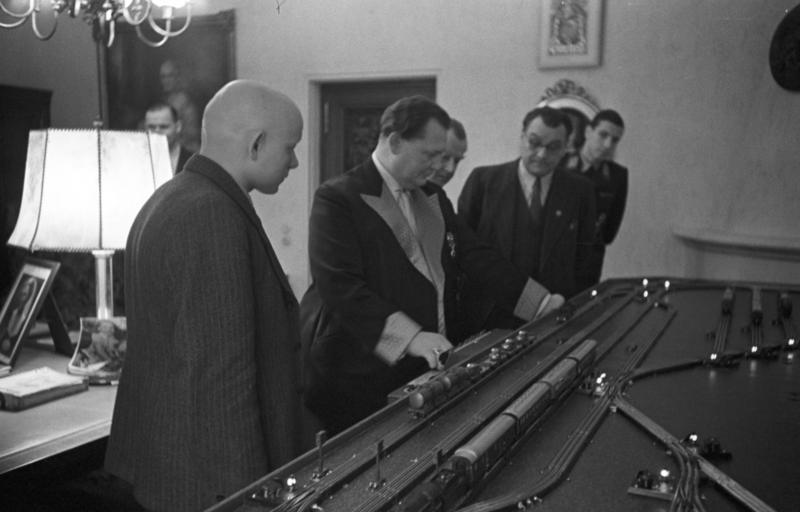
正在把玩鐵路模型的戈林

在納粹高官中，戈林以其生活奢華聞名，不單是生活上的必需品都想用當時最好、最高級、最流行的，他的私人收藏也極多，按照後來盟國的專人鑑定，戈林的收藏品至少值1億8000萬美金、收集的畫作多達1300幅。戈林的奢侈態度反應在許多層面，他飼養獅子、在別墅放置大型的火車鐵路模型、恢復了威瑪時期禁止的勳章獎勵制度，並言道：「威瑪政府之所以垮台，就是因為缺乏榮譽與獎章。」戈林還親自設計了空軍的新制服，並規定每位軍官都要配有軍刀和佩劍。戈林此一作風多少也使空軍部份將官跟著腐敗了起來。
在與第二任妻子埃米再婚時，戈林舉辦了一場極為盛大的婚禮，出動了200架飛機、3萬官兵列隊，也邀請了諸多外國賓客，其中的英國大使做了如下評論：「我看他的虛榮與欲望除了皇帝的位子外，沒有其他可以給他追求的了……再往上的話就是進斷頭台了。」美聯社記者路易斯·P·洛克纳（Louis P. Lochner）也寫道：「仿佛是皇帝结婚……戈林是那種人們不能對他發火的人。他的虛榮心很強，他對浮華的嗜好天真得簡直讓人發笑，但人們也不管它。」
按照米爾希在紐倫堡的證詞，希特勒每個月會給戈林3萬馬克的特殊津貼，但米爾希也補充這點錢根本不夠戈林花一個月。

### 家庭

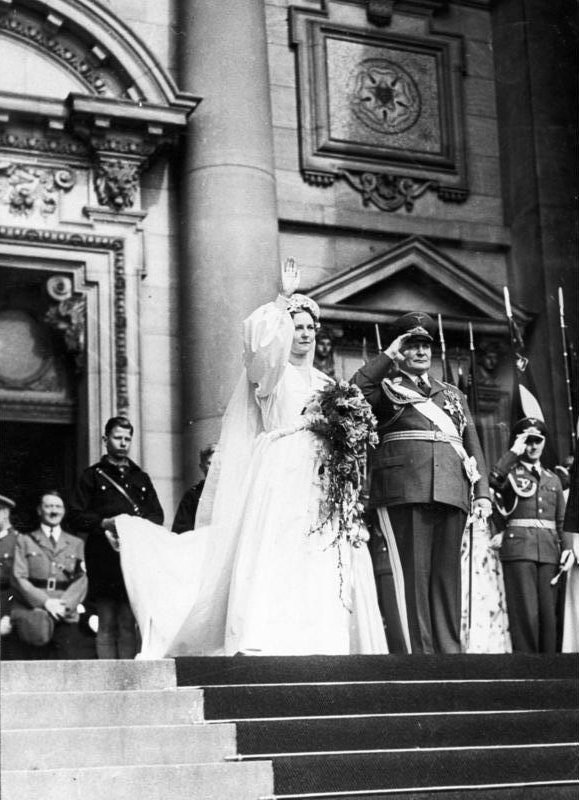
1935年，戈林與埃米在柏林主教座堂前舉辦婚禮的照片。

在一次大戰前期，戈林曾與毛特多夫的一位富家千金瑪莉安娜·毛瑟（Marianne Mauser）墜入情網，但她的父親對於身無財產的戈林並不欣賞，只是鑑於瑪莉安娜已為戈林所迷倒而勉強睜一隻眼閉一隻眼。戰爭結束時，身無分文的戈林被女方父親所拒，這段戀情因而成了歷史。
1920年的一天，正為瑞典航空公司擔任職業飛行員的戈林接了瑞典貴族埃里克·馮·羅森伯爵的生意，後來在伯爵城堡過夜時遇見了其夫人的姊姊——卡琳。卡琳比戈林大五歲，她與丈夫尼爾斯還有個八歲大的兒子托馬斯，但她並不愛尼爾斯，一心在尋找一位如西格弗里德般的英雄人物，卡琳對年輕的戰爭英雄戈林一見鍾情，而當時的戈林也是生性浪漫、容易動情的人，兩人因而墜入情網。卡琳因此最終和尼爾斯離婚，後者對卡琳相當地寬容，不僅同意離婚，還給了她一筆錢供其生活。卡琳後來與戈林結識了希特勒，並成了其崇拜者，她曾於一封信中寫到對該人的看法：「我想，我們世界上100年來沒有出現過一位這樣的人了，我對他崇拜得五體投地……他的時代一定會到來。」在納粹黨於啤酒館政變失敗時，卡琳與戈林逃出德國，過了一段相當艱苦的日子，戈林還染上了毒癮，癮頭發作時還會對卡琳拳打腳踢，但她始終對戈林不離不棄。後來戈林重返政治舞台後，卡琳也進入了上層社會，常為戈林張羅宴會。然而卡琳的身體狀況一直很差，於1931年10月17日因心臟病去世，戈林極為難過，他淚流滿面地向卡琳的姪女說他一切的努力與榮耀都只是為了讓卡琳過上她為了自己所拋棄的生活。
1932年，戈林結識了年方40歲的埃米·戈林，她是一位出身漢堡的女演員，不僅外表出眾，性格天真單純、不諳政治、也有許多猶太朋友，她已與丈夫離婚。在戈林為卡琳離世而痛苦時，一直是埃米撫慰著他，兩人交情也越來越好。但因為戈林終其一生深愛著卡琳（甚至第一件送給埃米的禮物就是卡琳的玉照），戈林一直不再婚，一直到旁人不斷勸說此舉並不代表對卡琳不忠以及希特勒親自介入、要戈林給她個名分，戈林才於1935年4月10日和埃米結為伉儷。儘管戈林迎娶了埃米，但心中仍一直存在著卡琳的影子。他後來動用公款，修築了一棟如宮殿般輝煌的邸宅，命名為「卡琳宮」，還將兩艘遊艇也命名為「卡琳」，不過埃米心地寬容大方，並沒有對這些事反對。1938年6月2日，埃米為戈林生下了第一位，也是唯一一位的女兒，取名為埃達（Edda），由希特勒擔任教父。由於戈林身形肥胖，被人嘲笑性能力有問題，納粹黨內還流傳一個笑話，稱埃達的父親其實是戈林的一個副官，埃達的名字也意味著「一切歸功於副官」（Es dankt der Adjutant）。
很長時間裡，戈林一家都過著幸福快樂的生活，一直到戰爭即將結束時，希特勒下令逮捕和殺害戈林一家為止。關於這點戈林一直相信是鮑曼所為，自己仍舊效忠希特勒；而埃米則認為希特勒瘋了，戈林必須保護她的女兒，兩人還因此大吵一架。戰後戈林被捕，埃米也被關到集中營，埃達則被送至孤兒院。埃米在關押了五個月後獲釋，後於1973年6月10日去世。埃達則一直保持著單身，2018年12月21日去世後安葬於幕尼黑 。

## 榮譽
軍階
- 1911年5月13日：士官候補生[15]
- 1914年1月20日：少尉[15][333]
- 1916年8月18日：中尉[15][333]
- 1920年6月8日：名譽步兵上尉[15][333]
- 1933年8月30日：名譽步兵上將[333][15]
- 1935年5月21日：航空兵上將（英语：General der Flieger）[333] [15]
- 1936年4月20日：大將[15][333]
- 1938年2月4日：元帥[15][333]
- 1940年7月19日：國家元帥[15][333]

警察階位
- 1933年9月14日：地方警察上將（德语：Landespolizei (Deutschland)）[15]

納粹黨組織
- 1923年3月1日：衝鋒隊總指揮（德语：Oberste SA-Führung）[15]
- 1931年12月18日：親衛隊集團領袖[15][333]、國家社會主義航空軍團中將（德语：Gruppenführer）[15]
- 1933年1月1日：親衛隊上級集團領袖[15][333]

勳獎
| 略章 | 勳獎名                          | 授予國家       | 授予時間       | 資料來源        |
| ---- | ------------------------------- | -------------- | -------------- | --------------- |
|      | 二級鐵十字勳章                  | 德意志帝國     | 1914年9月15日  | [ 333 ] [ 37 ]  |
|      | 一級鐵十字勳章                  | 德意志帝國     | 1915年3月22日  | [ 333 ] [ 37 ]  |
|      | 騎士佩寶劍二級宰林根雄狮勋章    | 德意志帝國     | 1915年7月8日   | [ 37 ]          |
|      | 寶劍級霍亨索倫皇家勳章          | 德意志帝國     | 1917年10月20日 | [ 333 ] [ 37 ]  |
|      | 騎士十字級卡爾·腓特烈軍功勳章   | 德意志帝國     | 1917年10月20日 | [ 333 ] [ 37 ]  |
|      | 功勳勳章                        | 德意志帝國     | 1918年6月2日   | [ 333 ] [ 37 ]  |
|      | 黑色重傷勳章                    | 德意志帝國     | 1918年         | [ 333 ] [ 37 ]  |
|      | 普魯士王國飛行員兼觀測員獎章    | 德意志帝國     | 1914年11月15日 | [ 333 ] [ 37 ]  |
|      | 飛行員獎章                      | 德意志帝國     | 1915年10月12日 | [ 333 ] [ 37 ]  |
|      | 黃金鑽石級飛行員與觀測員聯合章  | 納粹德國       | 1935年         | [ 333 ] [ 37 ]  |
|      | 鑽石級飛行員獎章                | 納粹德國       | 不明           | [ 333 ]         |
|      | 前線戰士級榮譽十字勳章          | 納粹德國       | 1934年         | [ 37 ]          |
|      | 騎士鐵十字勳章                  | 納粹德國       | 1939年9月30日  | [ 333 ] [ 37 ]  |
|      | 大十字勳章                      | 納粹德國       | 1940年8月19日  | [ 37 ]          |
|      | 國防軍四級長期服役獎章          | 納粹德國       | 不明           | [ 37 ]          |
|      | 金、銀、銅級納粹黨長期服務獎章  | 納粹德國       | 不明           | [ 37 ]          |
|      | 鑽石級U艇戰鬥章                 | 納粹德國       | 1934年         | [ 333 ]         |
|      | 黃金納粹黨員獎章                | 納粹德國       | 1933年12月1日  | [ 333 ] [ 37 ]  |
|      | 1923年11月9日紀念獎章           | 納粹德國       | 1933年11月9日  | [ 333 ] [ 37 ]  |
|      | 一級、二級但澤十字勳章          | 納粹德國       | 1939年1月      | [ 333 ] [ 37 ]  |
|      | 赫爾曼·戈林航空研究學校紀念勳章 | 納粹德國       | 1938年1月21日  | [ 37 ]          |
|      | 1915年版戰爭獎章                | 鄂圖曼帝國     | 不明           | [ 333 ] [ 334 ] |
|      | 大十字章級聖茂里斯及拉匝祿勳章  | 義大利王國     | 1938年         | [ 334 ]         |
|      | 天使報喜勳章                    | 義大利王國     | 1940年5月      | [ 335 ]         |
|      | 大十字章級義大利軍事勳章        | 義大利王國     | 1941年11月27日 | [ 334 ]         |
|      | 鑽石大軍官級丹尼布洛勳章        | 丹麥王國       | 1938年8月6日   | [ 334 ]         |
|      | 大十字級帝國軛箭勳章            | 西班牙國       | 1938年         | [ 334 ]         |
|      | 大十字級寶劍勳章                | 瑞典王國       | 1939年2月2日   | [ 334 ]         |
|      | 勳一等旭日桐花大綬章級旭日勳章  | 大日本帝國     | 1943年9月29日  | [ 334 ]         |
|      | 寶劍一級白玫瑰勳章              | 芬蘭共和國     | 不明           | [ 334 ]         |
|      | 一級、二級、三級米歇爾英勇勳章  | 羅馬尼亞王國   | 不明           | [ 334 ]         |
|      | 大十字級戰爭勝利勳章            | 斯洛伐克共和國 | 不明           | [ 334 ]         |

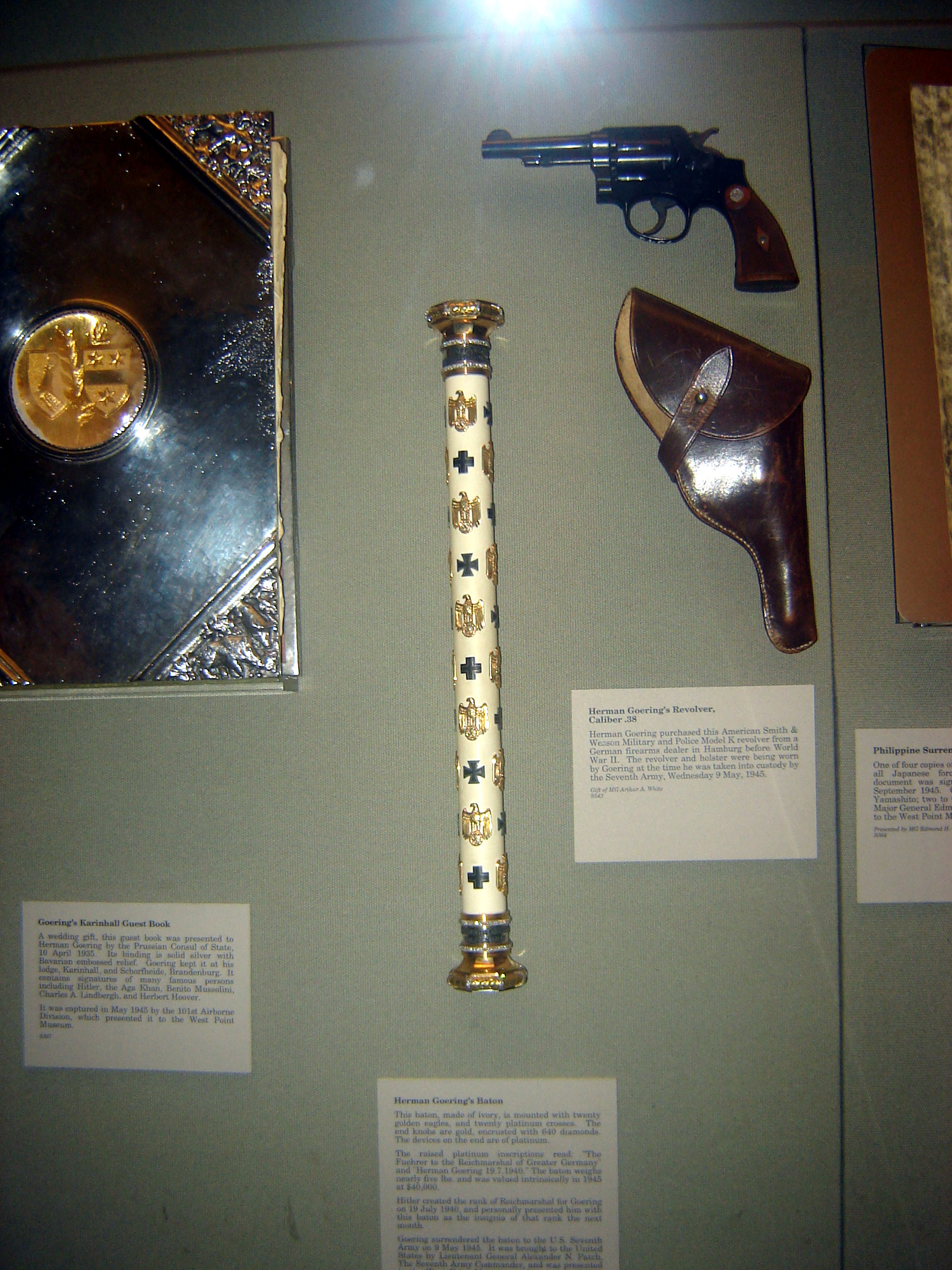
西點軍事博物館收藏的戈林國家元帥杖、其擁有的史密斯威森牌左輪手槍和從卡琳宮沒收的銀框書冊。
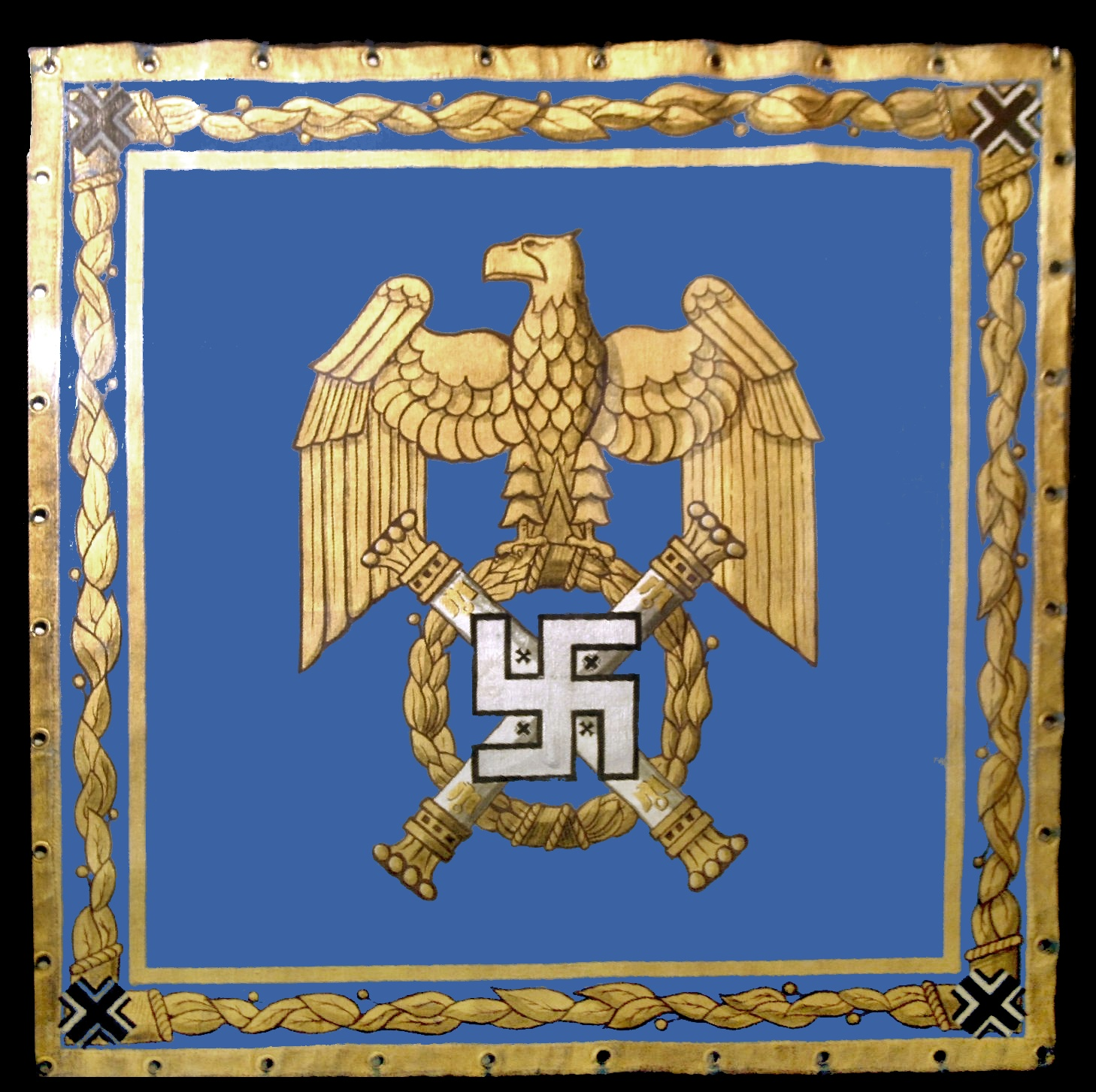
代表戈林的國家元帥旗。
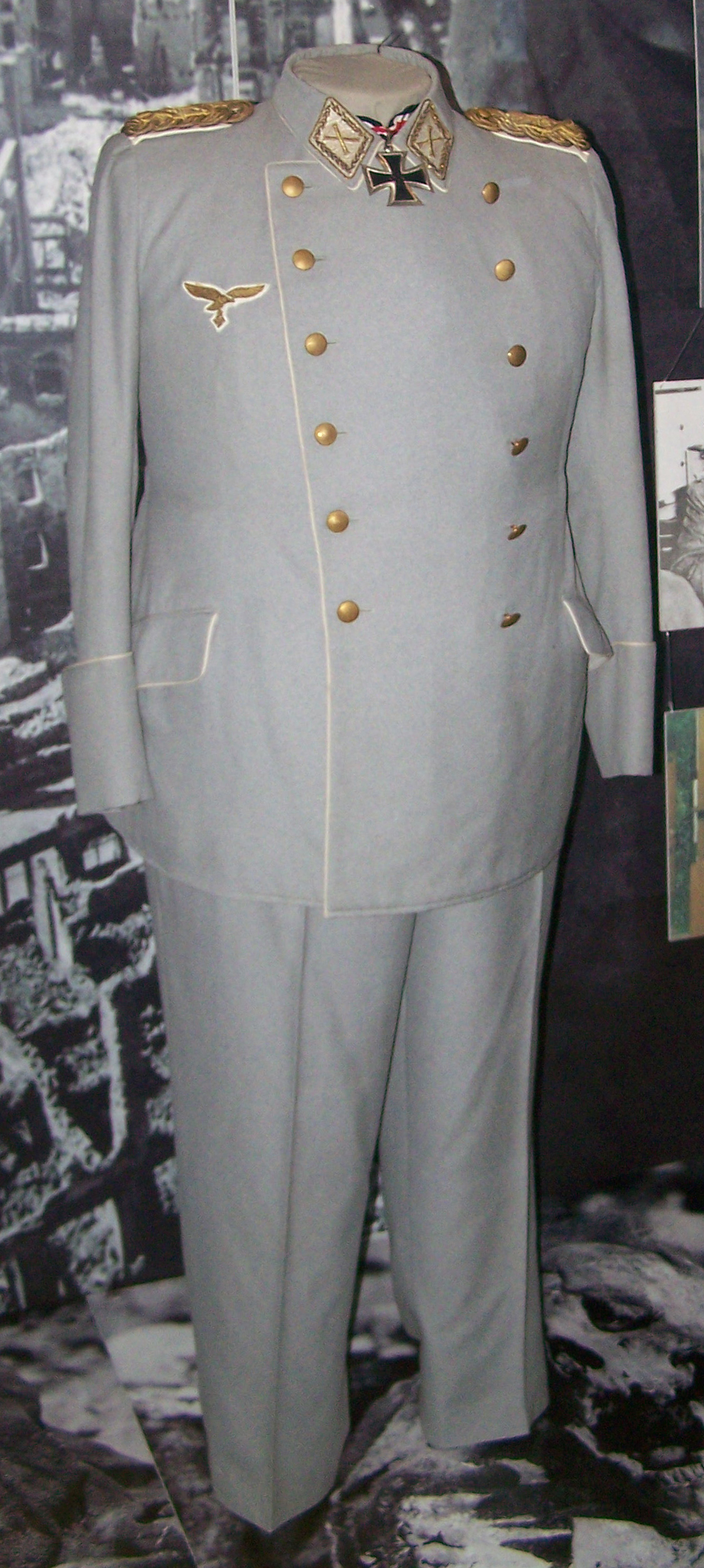
德國柏林的聯邦國防軍空軍博物館（德语：Militärhistorisches Museum Flugplatz Berlin-Gatow）展出的戈林國家元帥制服，領口處的勳章即為大十字勳章。

## 註解
1. ↑  戈林的哥哥卡爾後於第一次世界大戰中陣亡[9]。
2. ↑  阿爾伯特拒絕加入納粹黨，還在1938年時從事反納粹運動，後任布拉格斯柯达汽车製造廠外國部長[9]。
3. ↑  戈林沒有忘記巴林的救助之恩，在納粹掌權後，戈林一直庇護著身為猶太人的她，並幫助其逃到阿根廷生活。通常猶太人逃到國外後，其國內財產相當於被充公，但在戈林的庇護下，巴林一家的財產仍為其所有[66]。
4. ↑  實際上戈林到底有無與墨索里尼見到面有兩種說法，根據『第三帝国の演出者 ヘルマン・ゲーリング伝 上』與《戈林：納粹德國空軍總司令》兩本書的資料顯示說有，而『ナチスの女たち 秘められた愛』一書中又寫道未曾見面。
5. ↑  在二次大戰爆發後，「戈林將軍團」升格為師級單位——第1空降裝甲師「赫爾曼·戈林師」，為一支隸屬空軍的裝甲師，以善戰聞名，後來戈林忙著掠奪藝術品時，駐於義大利的戈林師也從卡西諾山的修道院盜取大量藝術品給戈林[85]。除了戈林師外，戈林還將空軍的地勤人員組成一個個「空軍野戰師」，這些部隊都是高技術層面的地勤人員，進行野戰任務非其所長，表現因此相當拙劣[86]。
6. ↑  不過烏德特這些話被他的副官馬克思·潘德勒（Max Pendele）看到後立刻用抹布擦掉[181]，所以戈林被蒙在鼓裡，仍不解烏德特自殺的真正原因。儘管戈林在烏德特的葬禮中痛哭，但仍認為後者應為整支德國空軍的毀滅負全責[182]。

## 註腳
1. ↑  オウヴァリー（2012年），第1页
2. 1 2  モズレー（1977年），上集，第40页
3. ↑  モズレー（1977年），下集，第106页
4. 1 2 3 4 5 6  Manvell（2003年），第8页
5. ↑  Kershaw（2008年），第964页
6. ↑  モズレー（1977年），上集，第21页
7. ↑  モズレー（1977年），上集，第21-23页
8. 1 2  モズレー（1977年），上集，第23页
9. 1 2  ゴールデンソーン（2005年），上集，第115页
10. 1 2 3 4  Miller（2006年），第444页
11. 1 2 3  モズレー（1977年），上集，第33页
12. 1 2  モズレー（1977年），上集，第27页
13. 1 2 3  モズレー（1977年），上集，第26页
14. ↑  学研（2007年），第138页
15. 1 2 3 4 5 6 7 8 9 10 11 12 13 14 15 16 17 18 19  Miller（2006年），第423页
16. ↑  モズレー（1977年），上集，第24页
17. ↑  モズレー（1977年），上集，第25页
18. ↑  クノップ（2001年），上集，第88页
19. 1 2 3  Manvell（2003年），第14页
20. 1 2  モズレー（1977年），上集，第30页
21. 1 2  モズレー（1977年），上集，第220页
22. ↑  Hoyt（1995年），第9页
23. ↑  モズレー（1977年），上集，第28页
24. ↑  Hoyt（1995年），第10页
25. ↑  クノップ（2001年），上集，第89页
26. ↑  阿部良男（2001年），第29页
27. 1 2  モズレー（1977年），上集，第36页
28. ↑  キレン（1973年），第46页
29. ↑  モズレー（1977年），上集，第39页
30. 1 2  Miller（2006年），第424页
31. 1 2 3 4  Manvell（2003年），第16页
32. ↑  モズレー（1977年），上集，第41页
33. ↑  モズレー（1977年），上集，第47页
34. ↑  モズレー（1977年），上集，第50页
35. ↑  モズレー（1977年），上集，第51页
36. 1 2  学研（2007年），第136页
37. 1 2 3 4 5 6 7 8 9 10 11 12 13 14 15 16 17 18 19 20 21  Miller（2006年），第442页
38. ↑  Manvell（2003年），第17页
39. ↑  モズレー（1977年），上集，第57页
40. ↑  モズレー（1977年），上集，第63页
41. ↑  モズレー（1977年），上集，第64页
42. ↑  阿部良男（2001年），第44页
43. 1 2  キレン（1973年），第58页
44. ↑  モズレー（1977年），上集，第67-68页
45. ↑  モズレー（1977年），上集，第68页
46. ↑  Manvell（2003年），第20页
47. ↑  ドラリュ（2000年），第53页
48. ↑  モズレー（1977年），上集，第75页
49. ↑  Manvell（2003年），第23页
50. ↑  キレン（1973年），第60页
51. ↑  モズレー（1977年），上集，第76页
52. 1 2  モズレー（1977年），上集，第77页
53. ↑  ジークムント（2009年），第39页
54. ↑  ジークムント（2009年），第41页
55. ↑  モズレー（1977年），上集，第85页
56. 1 2  Manvell（2003年），第28页
57. ↑  クノップ（2001年），上集，第92页
58. ↑  モズレー（1977年），上集，第94页
59. ↑  Manvell（2003年），第30页
60. 1 2 3  クノップ（2001年），上集，第93页
61. ↑  モズレー（1977年），上集，第102页
62. ↑  阿部良男（2001年），第98页
63. ↑  阿部良男（2001年），第99页
64. ↑  Manvell（2003年），第36页
65. ↑  Manvell（2003年），第38页
66. ↑  モズレー（1977年），下集，第50页
67. ↑  モズレー（1977年），上集，第113页
68. ↑  Manvell（2003年），第40页
69. ↑  ジークムント（2009年），第47页
70. ↑  ジークムント（2009年），第51页
71. ↑  モズレー（1977年），上集，第126页
72. ↑  Manvell（2003年），第42页
73. ↑  森瀬繚、司史生（2008年），第41页
74. ↑  ドラリュ（2000年），第57页
75. ↑  クノップ（2001年），上集，第94页
76. ↑  ドラリュ（2000年），第58页
77. 1 2  Miller（2006年），第429页
78. ↑  ドラリュ（1968年），第59页
79. ↑  モズレー（1977年），上集，第6页
80. ↑  モズレー（1977年），上集，第147页
81. ↑  モズレー（1977年），上集，第169-170页
82. ↑  阿部良男（2001年），第202页
83. ↑  モズレー（1977年），上集，第182页
84. ↑  ウィリアムソン（1995年），第46页
85. ↑  Manvell（2003年），第158页
86. ↑  Flames Of War
87. ↑  阿部良男（2001年），第221页
88. ↑  モズレー（1977年），上集，第198页
89. ↑  Shirer（1960年），第193页
90. ↑  The Avalon Project
91. ↑  モズレー（1977年），上集，第217页
92. ↑  Manvell（2003年），第69页
93. ↑  阿部良男（2001年），第233页
94. 1 2  学研（2001年），第114页
95. ↑  ドラリュ（1968年），第81页
96. ↑  グレーバー（2000年），第76页
97. ↑  大野英二（2001年），第90页
98. ↑  Evans（2005年），第54页
99. ↑  ヘーネ（1981年），第98页
100. ↑  Jörgensen（2004年），第191-194页
101. ↑  Irving（2002年），第168页
102. ↑  Irving（2002年），第171页
103. ↑  フライ（1994年），第29页
104. ↑  ヘーネ（1981年），第104页
105. ↑  Persico（1996年），第215页
106. ↑  モズレー（1977年），上集，第236页
107. ↑  Der Spiegel（1984年），第122页
108. ↑  Irving（2002年），第195-196页
109. ↑  ヘーネ（1981年），第130页
110. ↑  森瀬繚、司史生（2008年），第19页
111. ↑  ヴィストリヒ（2002年），第185页
112. ↑  ヘーネ（1981年），第128页
113. ↑  モズレー（1977年），上集，第239页
114. ↑  Persico（1996年），第216页
115. 1 2  Miller（2006年），第430页
116. ↑  クノップ（2001年），上集，第99页
117. ↑  Manvell（2003年），第78页
118. 1 2  モズレー（1977年），上集，第221页
119. ↑  Irving（2002年），第263页
120. ↑  モズレー（1977年），上集，第208页
121. ↑  Manvell（2003年），第86页
122. 1 2  Mitcham（2008年），第84页
123. 1 2 3  Mitcham（2008年），第85页
124. ↑  Murray（2000年），第4页
125. ↑  Mitcham（2008年），第87页
126. ↑  Mitcham（2008年），第88页
127. 1 2 3 4 5  Mitcham（2008年），第89页
128. 1 2  Mitcham（2008年），第93页
129. ↑  Murray（2000年），第11页
130. 1 2  Mitcham（2008年），第90页
131. ↑  Murray（2000年），第12页
132. 1 2  Murray（2000年），第5页
133. ↑  Millman（1998年），第125页
134. ↑  オウヴァリー（2000年），第58页
135. ↑  成瀬治、山田欣吾、木村靖二（1997年），第236页
136. 1 2  成瀬治、山田欣吾、木村靖二（1997年），第237页
137. ↑  成瀬治、山田欣吾、木村靖二（1997年），第264页
138. ↑  Manvell（2011年），第98页
139. ↑  Hoyt（1995年），第117页
140. ↑  Irving（2002年），第282页
141. ↑  Irving（2002年），第284页
142. ↑  Höhne（1984年），第96-98页
143. ↑  Kershaw（2000年），第96、112页
144. ↑  Irving（2002年），第287页
145. ↑  Irving（2002年），第292页
146. ↑  Irving（2002年），第290页
147. ↑  Irving（2002年），第291页
148. ↑  Irving（2002年），第251页
149. ↑  Irving（2002年），第250页
150. ↑  Evan（2005年），第646-652页
151. 1 2  Hoyt（1995年），第120-122页
152. ↑  Hoyt（1995年），第128页
153. ↑  Manvell（2003年），第121页
154. ↑  Manvell（2003年），第124页
155. ↑  Manvell（2003年），第126页
156. ↑  Manvell（2003年），第131-135页
157. ↑  Manvell（2003年），第136页
158. ↑  Irving（2002年），第396页
159. ↑  Irving（2002年），第399页
160. ↑  Irving（2002年），第404页
161. ↑  Shirer（1960年），第721、723页
162. 1 2 3 4  Mitcham（2007年），第92页
163. ↑  Mitcham（2007年），第93页
164. 1 2  Mitcham（2007年），第94页
165. 1 2 3  Mitcham（2007年），第96-97页
166. ↑  Hoyt（1995年），第167页
167. ↑  Hoyt（1995年），第168页
168. ↑  モズレー（1977年），下集，第81-82页
169. ↑  モズレー（1977年），下集，第82页
170. ↑  Evans（2008年），第144页
171. ↑  Evans（2008年），第145页
172. ↑  ww2gravestone
173. ↑  Hoyt（1995年），第175、181页
174. 1 2  Levine（1992年），第17页
175. 1 2  O'Connell（2011年），第10-11页
176. 1 2  Irving（2002年），第465页
177. ↑  Hoyt（1995年），第195页
178. ↑  Hoyt（1995年），第196页
179. ↑  Manvell（2003年），第149-150页
180. ↑  Hoyt（1995年），第204-205页
181. ↑  モズレー（1977年），下集，第111页
182. 1 2  Mitcham（2007年），第156页
183. ↑  WDR Stichtag
184. ↑  Evans（2008年），第404–405页
185. ↑  Evans（2008年），第412-413页
186. ↑  Speer（1971年），第329页
187. ↑  Evans（2008年），第421页
188. ↑  Manvell（2003年），第154-155页
189. ↑  Evans（2008年），第438、441页
190. ↑  Evans（2008年），第461页
191. ↑  Evans（2008年），第447页
192. ↑  Mitcham（2007年），第235页
193. ↑  Manvell（2003年），第152页
194. ↑  Manvell（2003年），第155-156、161页
195. ↑  Manvell（2011年），第296、297、299页
196. ↑  Evans（2008年），第510页
197. ↑  Manvell（2003年），第157页
198. ↑  Manvell（2003年），第157、160页
199. ↑  Manvell（2003年），第161-162页
200. ↑  モズレー（1977年），下集，第145-146页
201. ↑  モズレー（1977年），下集，第145页
202. ↑  クノップ（2001年），上集，第145页
203. ↑  阿部良男（2001年），第646页
204. ↑  モズレー（1977年），下集，第147页
205. ↑  モズレー（1977年），下集，第148页
206. 1 2  マーザー（1979年），第56页
207. 1 2  モズレー（1977年），下集，第149页
208. 1 2 3  モズレー（1977年），下集，第150页
209. 1 2  マーザー（1979年），第57页
210. 1 2  Manvell（2003年），第164页
211. 1 2 3 4  Irving（2002年），第14-15页
212. ↑  クノップ（2001年），上集，第91页
213. 1 2  Manvell（2003年），第167页
214. 1 2  モズレー（1977年），下集，第152页
215. 1 2 3  マーザー（1979年），第58页
216. ↑  モズレー（1977年），下集，第153页
217. ↑  クノップ（2001年），上集，第146页
218. 1 2 3  モズレー（1977年），下集，第154页
219. 1 2 3  Persico（1996年），第33页
220. ↑  マーザー（1979年），第59页
221. ↑  Irving（2002年），第692页
222. ↑  モズレー（1977年），下集，第158-159页
223. ↑  マーザー（1979年），第59-60、76页
224. ↑  モズレー（1977年），下集，第159页
225. ↑  マーザー（1979年），第76页
226. ↑  モズレー（1977年），下集，第162-163页
227. ↑  モズレー（1977年），下集，第161页
228. 1 2  Persico（1996年），第69页
229. ↑  Manvell（2003年），第172页
230. 1 2  Manvell（2003年），第174页
231. 1 2  モズレー（1977年），下集，第167页
232. ↑  マーザー（1979年），第105页
233. ↑  Persico（1996年），第111页
234. ↑  モズレー（1977年），下集，第166页
235. ↑  Persico（1996年），第123页
236. ↑  マーザー（1979年），第112页
237. ↑  マーザー（1979年），第126页
238. ↑  Persico（1996年），第169页
239. ↑  モズレー（1977年），下集，第171-172页
240. ↑  Manvell（2003年），第175页
241. ↑  Persico（1996年），第178页
242. ↑  Persico（1996年），第179页
243. ↑  Persico（1996年），第195页
244. ↑  モズレー（1977年），下集，第172页
245. 1 2  モズレー（1977年），下集，第173页
246. 1 2  Persico（1996年），第239-240页
247. ↑  モズレー（1977年），下集，第176页
248. ↑  Persico（1996年），第256、298-299页
249. ↑  Manvell（2003年），第176-177页
250. 1 2  モズレー（1977年），下集，第178页
251. ↑  Persico（1996年），第315页
252. ↑  Persico（1996年），第316页
253. 1 2  モズレー（1977年），下集，第179页
254. ↑  Persico（1996年），第317页
255. 1 2 3  Manvell（2003年），第177页
256. ↑  Manvell（2003年），第178页
257. ↑  Persico（1996年），第318页
258. ↑  Persico（1996年），第321页
259. ↑  Persico（1996年），第322页
260. 1 2 3 4  Persico（1996年），第323页
261. ↑  モズレー（1977年），下集，第182页
262. ↑  Persico（1996年），第325页
263. ↑  マーザー（1979年），第180-181页
264. ↑  Persico（1996年），第328页
265. 1 2 3  Manvell（2003年），第180页
266. 1 2  Persico（1996年），第329-330页
267. 1 2  モズレー（1977年），下集，第181页
268. ↑  Persico（1996年），第334页
269. 1 2 3  Manvell（2003年），第181页
270. ↑  モズレー（1977年），下集，第189页
271. ↑  Manvell（2003年），第181-183页
272. 1 2 3  Persico（1996年），第335页
273. ↑  Manvell（2003年），第183-184页
274. ↑  モズレー（1977年），下集，第181-182页
275. ↑  Persico（1996年），第430页
276. ↑  マーザー（1979年），第358页
277. ↑  モズレー（1977年），下集，第184页
278. ↑  Persico（1996年），第432页
279. ↑  Manvell（2003年），第185-186页
280. ↑  マーザー（1979年），第190-191页
281. 1 2  モズレー（1977年），下集，第187页
282. 1 2 3  Manvell（2003年），第186页
283. 1 2 3 4  モズレー（1977年），下集，第188页
284. ↑  モズレー（1977年），下集，第190-191页
285. ↑  ジークムント（2009年），第92-93页
286. 1 2  Persico（1996年），第483页
287. ↑  Persico（1996年），第477-478页
288. ↑  Persico（1996年），第478页
289. 1 2 3  Persico（1996年），第484页
290. ↑  Persico（1996年），第492页
291. ↑  BBC News
292. 1 2 3  Persico（1996年），第491页
293. ↑  Persico（1996年），第487页
294. ↑  Persico（1996年），第489页
295. ↑  阿部良男（2001年），第662页
296. ↑  Mitcham（2007年），第1页
297. ↑  Hoyt（1995年），第298页
298. ↑  Manvell（2003年），第94页
299. 1 2  Fraschka（1997年），第39-40页
300. 1 2 3 4  Hoyt（1995年），第118-119页
301. ↑  Corum（1997年），第127页
302. 1 2  Mitcham（2007年），第8-9页
303. ↑  Manvell（2003年），第114页
304. ↑  Manvell（2003年），第116页
305. ↑  Manvell（2003年），第151页
306. ↑  Manvell（2003年），第184页
307. ↑  Manvell（2003年），第140页
308. ↑  Manvell（2003年），第148页
309. ↑  Manvell（2003年），第151-152页
310. ↑  Hoyt（1995年），第213页
311. ↑  Hoyt（1995年），第168-169页
312. 1 2  Irving（2002年），第222页
313. ↑  Irving（2002年），第223页
314. ↑  Irving（2002年），第242页
315. ↑  Irving（2002年），第223、225页
316. ↑  Irving（2002年），第704页
317. ↑  Hoyt（1995年），第21页
318. ↑  Hoyt（1995年），第34页
319. 1 2  Hoyt（1995年），第38-39页
320. ↑  Manvell（2003年），第26页
321. ↑  Irving（2002年），第90页
322. ↑  Irving（2002年），第110页
323. 1 2  Persico（1996年），第342页
324. ↑  Persico（1996年），第343页
325. ↑  Irving（2002年），第219-220页
326. ↑  Manvell（2003年），第71、86页
327. 1 2 3 4  Persico（1996年），第344页
328. ↑  Irving（2002年），第142页
329. ↑  Irving（2002年），第333页
330. ↑  Persico（1996年），第345页
331. 1 2  Lebert（2000年），第187页
332. ↑  Daily Mail Reporter
333. 1 2 3 4 5 6 7 8 9 10 11 12 13 14 15 16 17 18 19 20 21 22 23 24 25 26  Dixon（2009年），第17页
334. 1 2 3 4 5 6 7 8 9 10  Miller（2006年），第443页
335. ↑  Manvell（2003年），第126-127页

## 外部連結
- 赫尔曼·戈林（德国国家图书馆目录相关文献）
- （德文）, historisches-tonarchiv.de,   [2013-07-05], （原始内容存档于2013-12-03）
- （德文）, dhm.de,   [2013-07-05], （原始内容存档于2019-12-08）

| 军职                          | 军职                         | 军职                                              |
| ----------------------------- | ---------------------------- | ------------------------------------------------- |
| 前任者： 埃里希·維蘭          | 第27戰鬥機中隊隊長 1917–1918 | 繼任者： 赫尔曼·弗罗姆赫茨                        |
| 前任者： 威廉·赖因哈德        | 第1戰鬥機聯隊隊長 1918       | 繼任者： 埃里希·馮·維德爾                         |
| 前任者： 埃里希·馮·維德爾     | 第1戰鬥機聯隊隊長 1918       | 本單位解散                                        |
| 新頭銜 本單位創建             | 德國空軍總司令 1935–1945     | 繼任者： 羅伯特·馮·格萊姆騎士                     |
| 官衔                          |                              |                                                   |
| 前任者： 汉斯·乌尔里希·克林奇 | 衝鋒隊總指揮 1923            | 空缺下一位持有相同頭銜者：弗朗茨·普费弗·冯·萨洛蒙 |
| 前任者： 保羅·勒伯            | 德國國會議長 1932–1945       | 國會廢除                                          |
| 前任者： 弗朗茲·馮·巴本       | 普魯士總理 1933–1945         | 普魯士邦廢除                                      |
| 前任者： 阿道夫·希特勒        | 普魯士邦帝國總督 1935–1945   | 普魯士邦廢除                                      |
| 前任者： 亞爾馬·沙赫特        | 經濟部長 1937–1938           | 繼任者： 瓦尔特·冯克                              |